# Historicisme (style)
Pour les articles homonymes, voir Historicisme (homonymie).

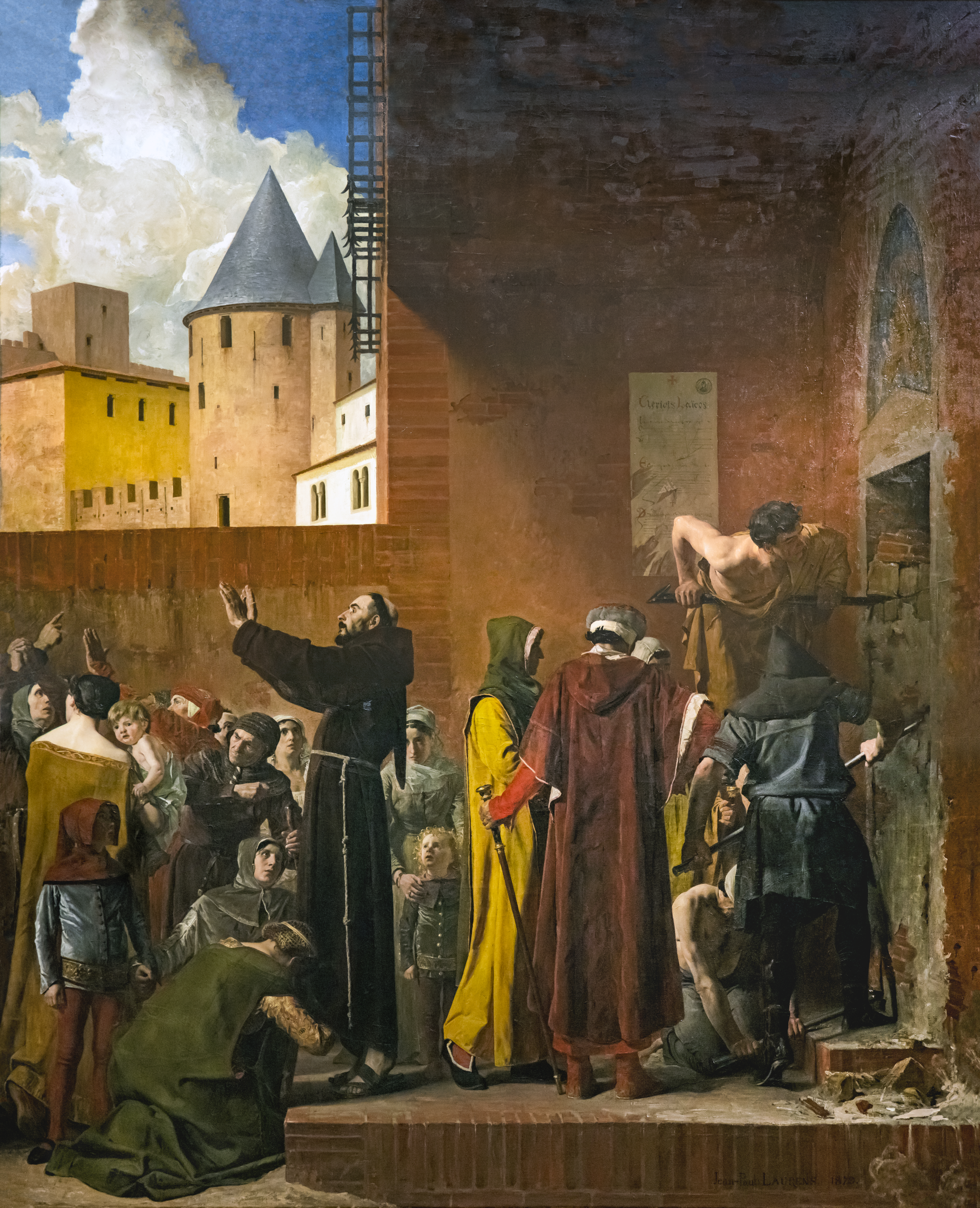
La Délivrance des Emmurés de Carcassonne, tableau de Jean-Paul Laurens imitant un style de dessin médiéval.

L’historicisme est un courant artistique puisant ses sources et son inspiration dans le passé, tout en privilégiant une approche rationnelle. L'historicisme se développa tout au long du XIXe siècle jusqu'à l'entre-deux-guerres.

## Contexte
L'historicisme, comme d'autres courants artistiques occidentaux du XIXe siècle, puise son inspiration dans les formes du passé. Dès le XVIIIe siècle, le néoclassicisme affirmait déjà sa volonté de retrouver la pureté formelle des œuvres passées, en particulier dans l'architecture antique, mais aussi dans les arts picturaux et plastiques. Mais l'historicisme poursuit surtout une démarche rationnelle, non dénuée de romantisme.

## L'historicisme dans l'art pictural

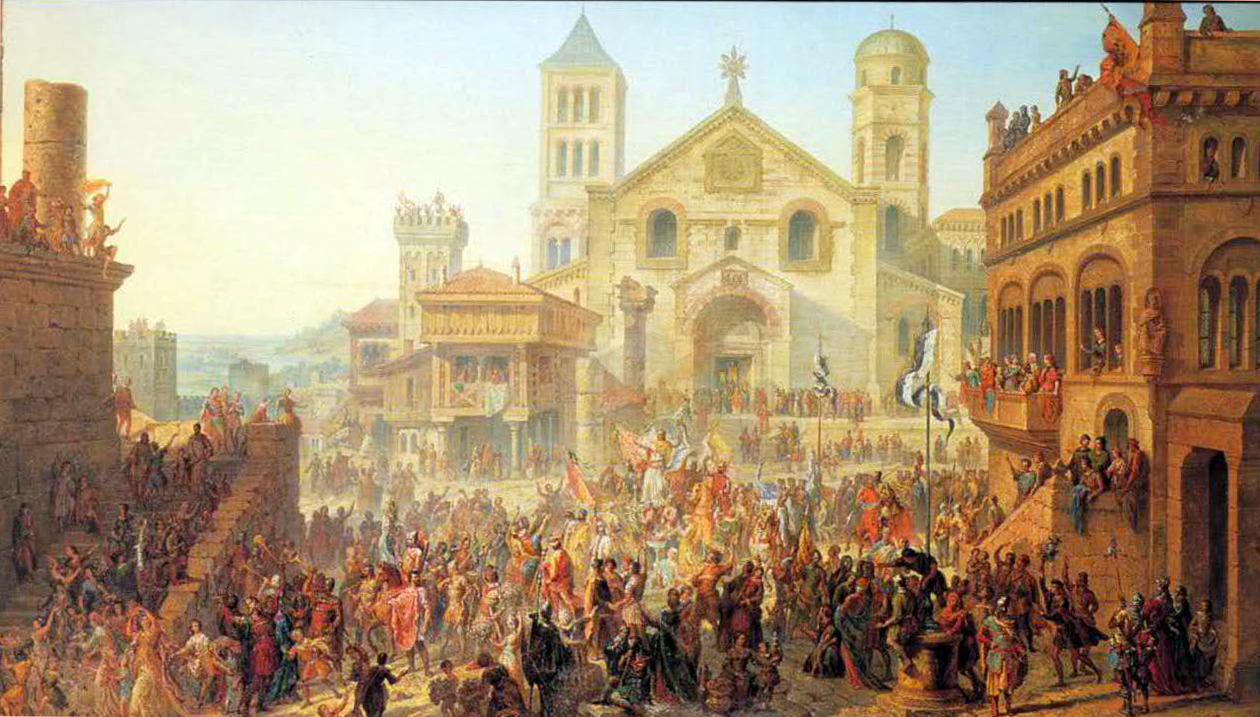
Tableau d'Auguste Migette de l'école romantique de Metz (événement de 1055).

On assiste à un fort engouement pour l'histoire de l'humanité, un engouement très usité par les peintres du XIXe siècle, qui se basent sur l'histoire chrétienne, antique, mythologique ou plus récente encore, c'est l'apogée de la peinture d'histoire, qui deviendra vite de la peinture d'académie.
À partir du début du XIXe siècle, le mouvement romantique montre son admiration pour l'histoire et les arts médiévaux, de ce fait on assiste à une grande exploitation de l'art gothique voire antérieur, et de nombreuses toiles historiques naissent, représentant exclusivement des événements survenus au Moyen Âge et veillant à rendre le plus justement possible des vues de l'époque. 

## L'historicisme dans l'architecture

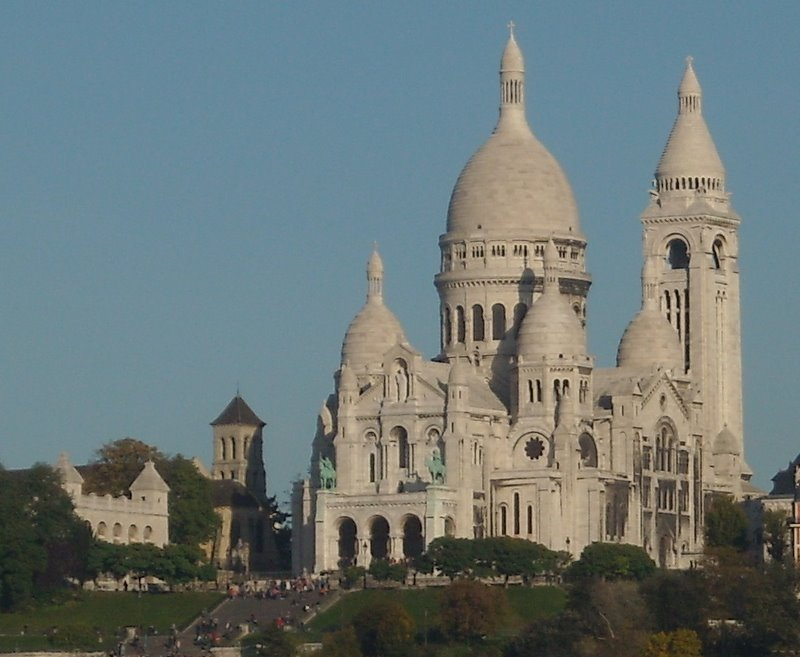
La basilique du Sacré-Cœur de Montmartre, exemple d'architecture éclectique, mêlant roman et byzantin.

L'historicisme a pour but de remettre en valeur des styles architecturaux anciens et parfois dits « dépassés ». Ici encore le romantisme apporte avec lui le développement de l'architecture néogothique se fondant dans les formes médiévales, alors que la mode est au néoclassique.
En Allemagne, on assiste dès la première moitié du XIXe siècle à un engouement pour la mode historiciste, mode qui s'accentue sous Guillaume II d'Allemagne, de même au Royaume-Uni pendant l'ère victorienne. Cet ensemble de styles se retrouvant à la même époque crée un attachement nouveau en Europe pour l'architecture et les arts en général, le tout lié aux innovations de la révolution industrielle, cette nouvelle mode est à la base des expositions universelles.
L'historicisme correspond à une phase unique dans l'architecture où de nombreux et différents styles cohabitent, de ce fait on assiste aussi à l'art éclectique qui permet de mêler ces différentes architectures. De plus, l’avènement de l'Art nouveau à la fin du XIXe siècle crée le contraste avec ses formes nouvelles et végétales par rapport aux traits des styles anciens.
En Europe, ce mouvement couvre la période allant du XIXe siècle jusqu'à l'entre-deux-guerres, où historicisme et art nouveau seront peu à peu remplacés par l'art déco.

### Styles
Dans l'architecture, on distingue de nombreux styles historicistes, basés chacun sur d'anciens courants architecturaux.
Le style néo-roman
Inspiré clairement de l'architecture romane qui s'étendait du Xe siècle au XIIe siècle en Europe occidentale, il en reprend les arcs en plein cintre, et les voûtes en berceau par exemple. Il est très prisé en Angleterre, où il s'intègre dans l'architecture de l'ère victorienne, mais surtout en Allemagne, où l'on se base particulièrement sur des constructions romanes rhénanes (ex : cathédrale de Spire, Abbaye de Maria Laach).
Le style néo-roman est souvent associé au style néo-byzantin dans des projets éclectiques

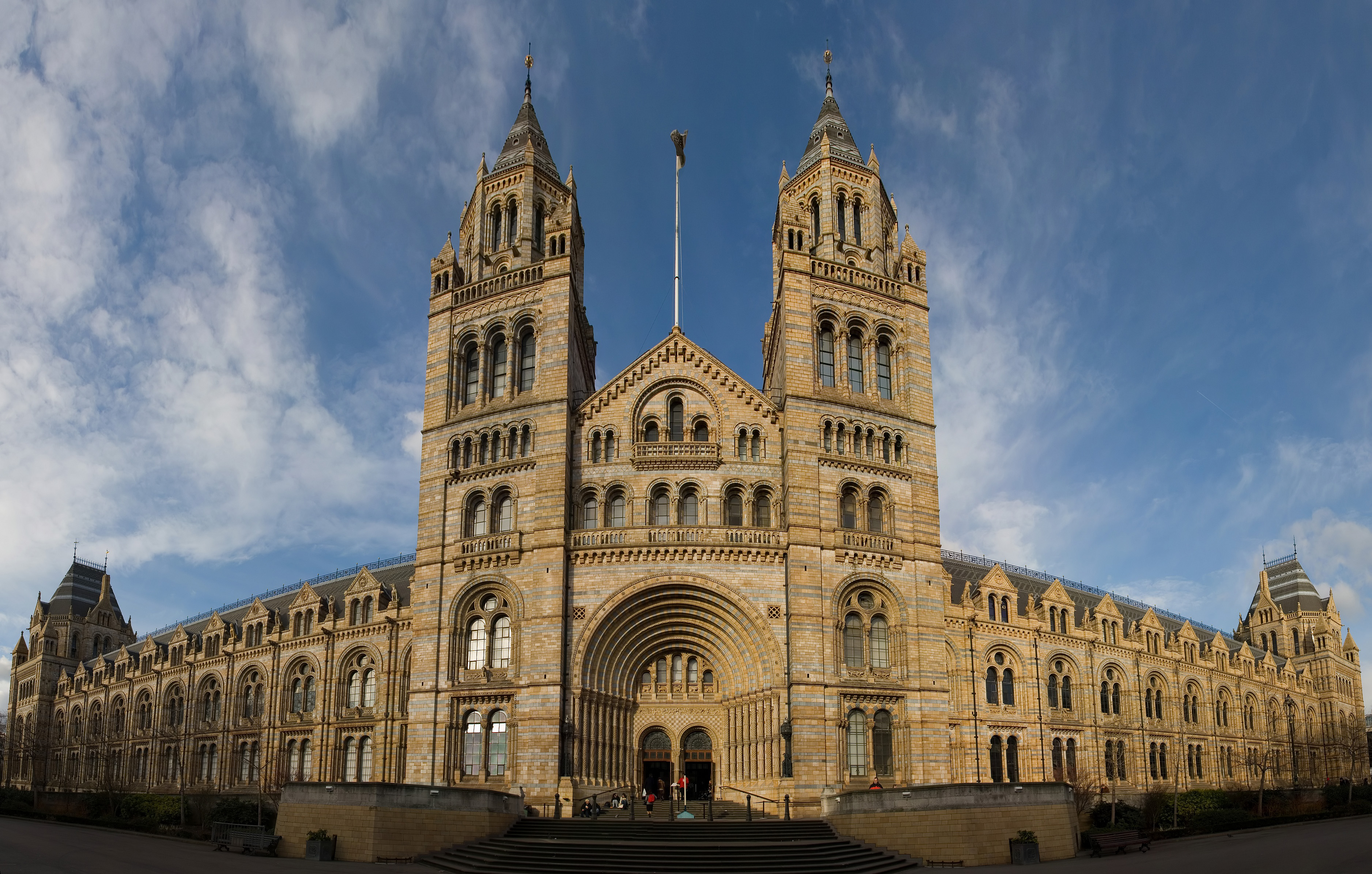
Le musée d'histoire naturelle de Londres, construit suivant la mode victorienne.
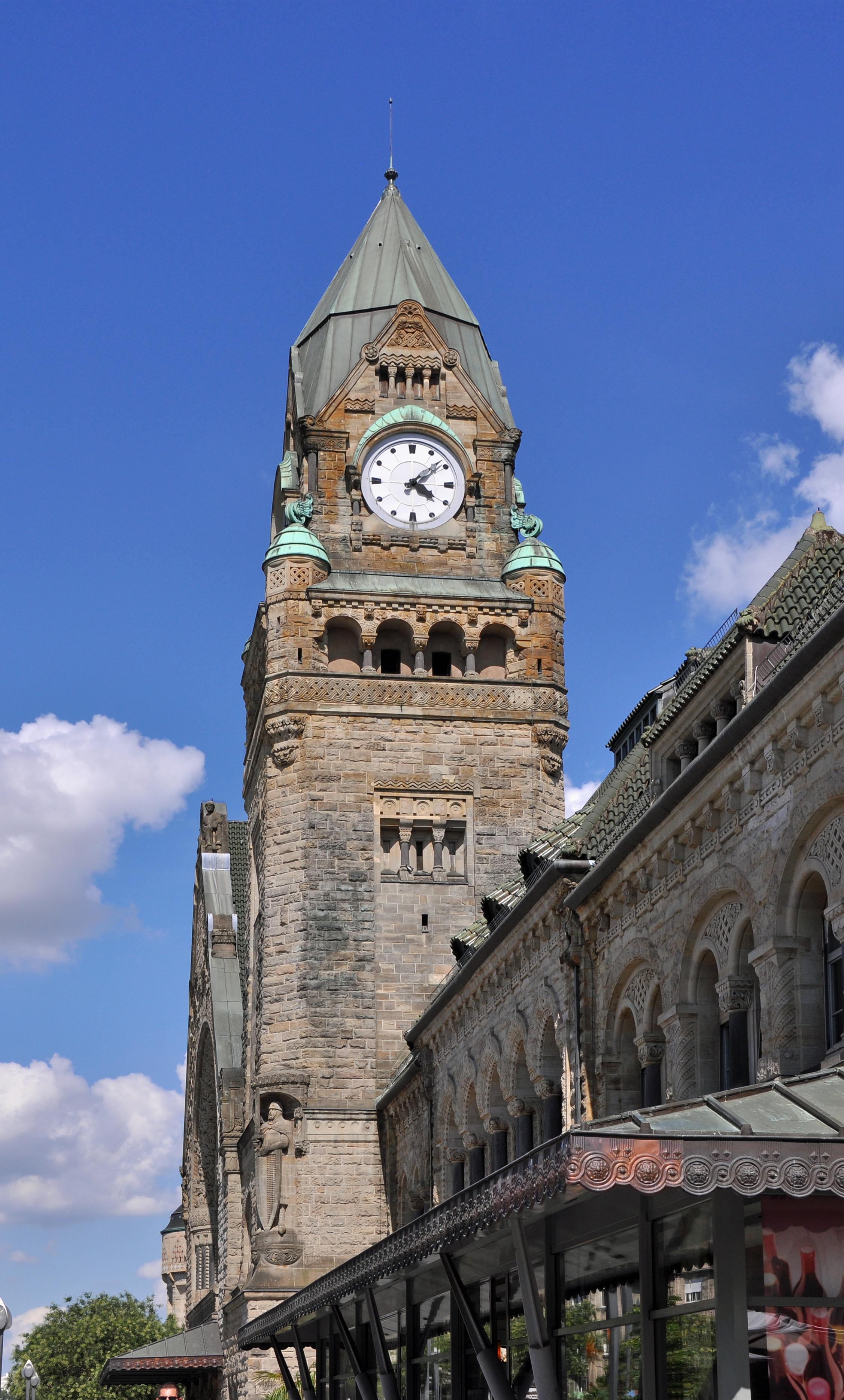
La gare de Metz, construite sous l'empire allemand d'inspiration romane rhénane.
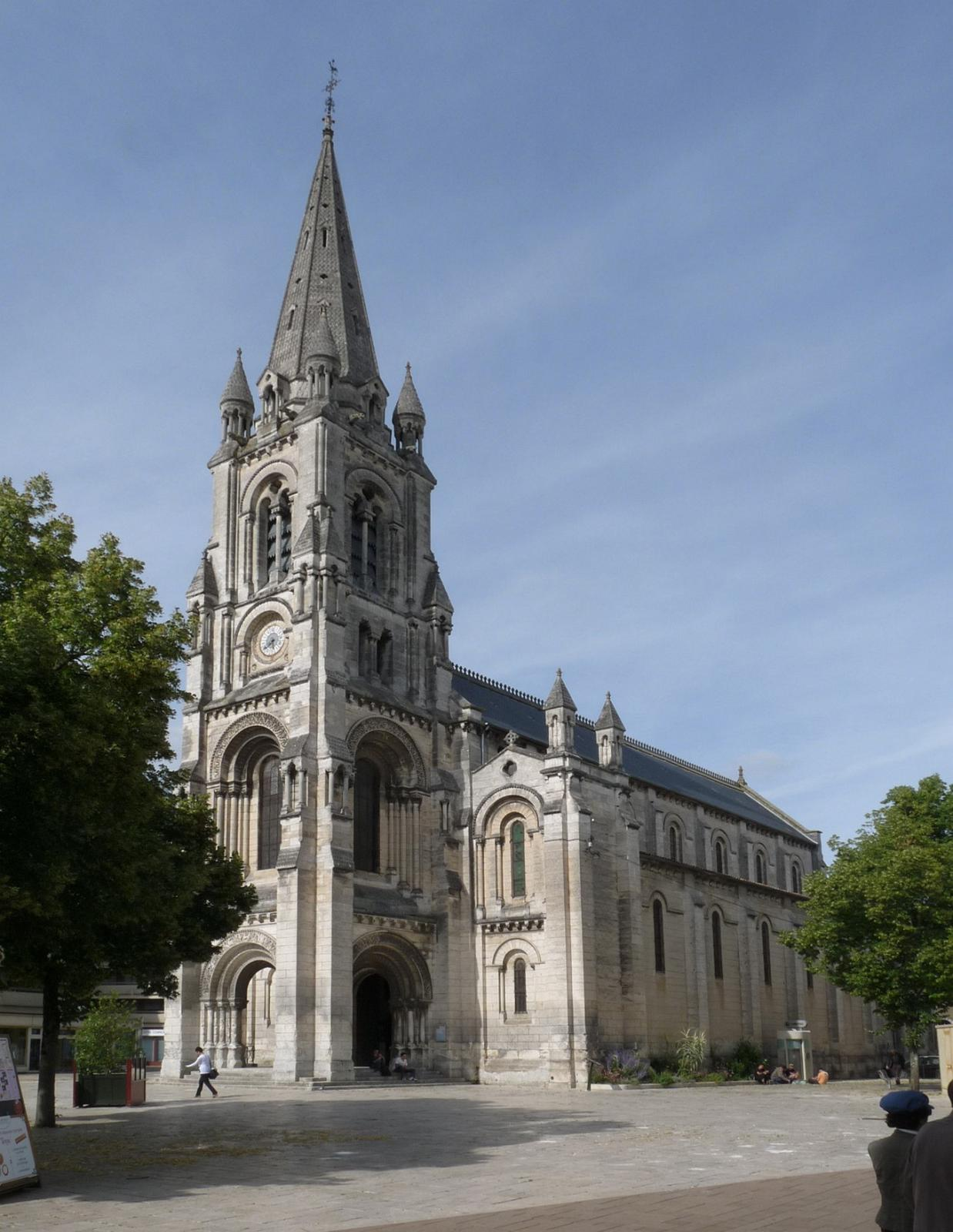
L'église Saint-Martial d'Angoulême, conçue par Paul Abadie[1].
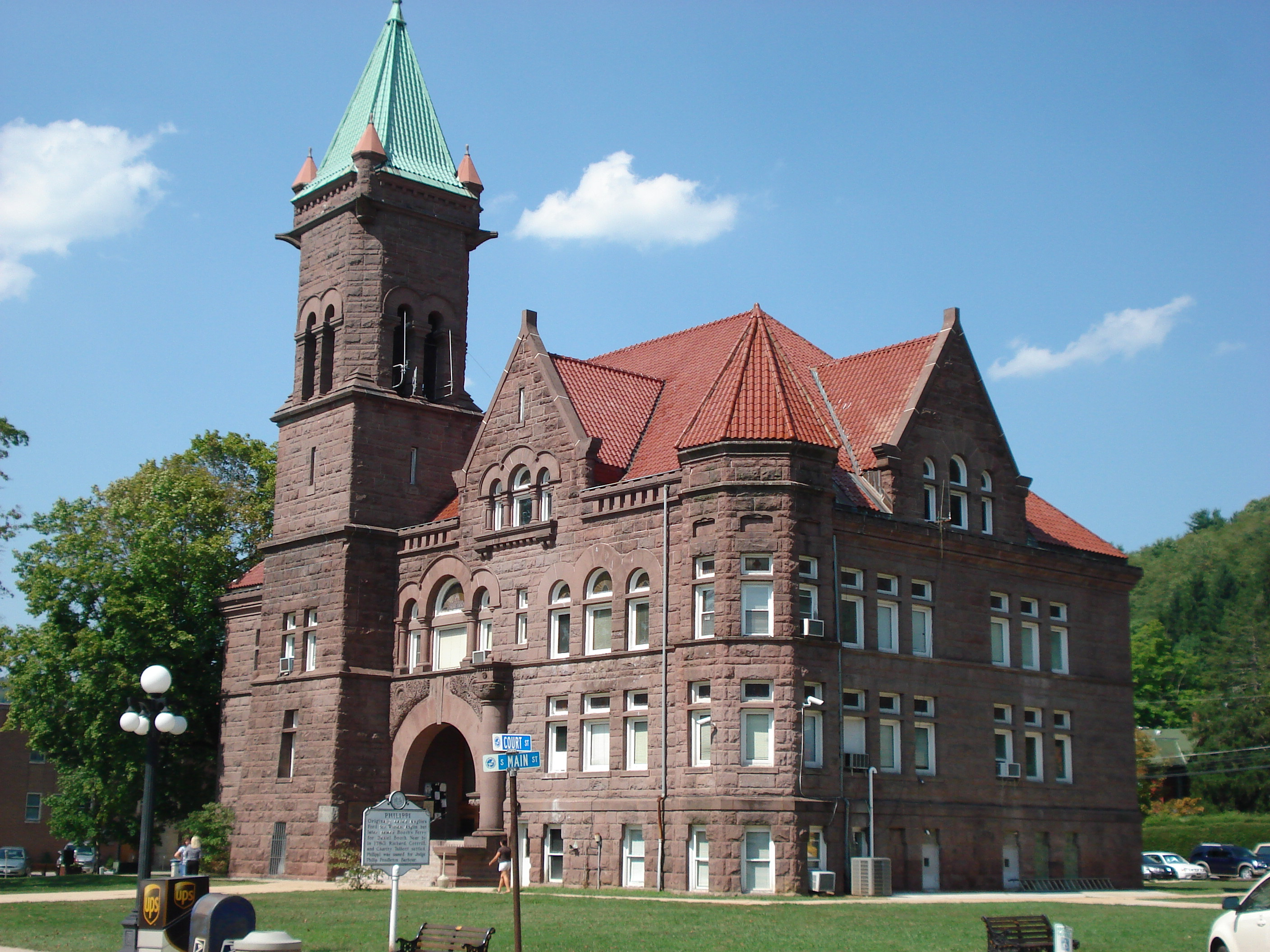
Le palais de justice du comté de Barbour en Virginie-Occidentale, exemple de style roman richardsonien propre aux États-Unis.

Le style néo-byzantin
Prenant ses sources dans l'architecture du monde byzantin au Moyen Âge, il se rapproche du néoroman, mais en diffère par la présence de dômes (donc de coupoles) et d'arcades. De plus, il s'agit en principe d'édifices particulièrement massifs et étalés (à cause de l'utilisation privilégiée d'un plan centré) et rehaussés par les dômes, alors que les bâtiments romans restent légèrement plus réduits et plus détaillés. On retrouve ce style en majorité en Europe de l'Est, plus généralement pour des édifices religieux orthodoxes, voire pour des églises catholiques.
Le style néo-byzantin est souvent associé aux styles néo-roman ou néo-mauresque dans des projets éclectiques

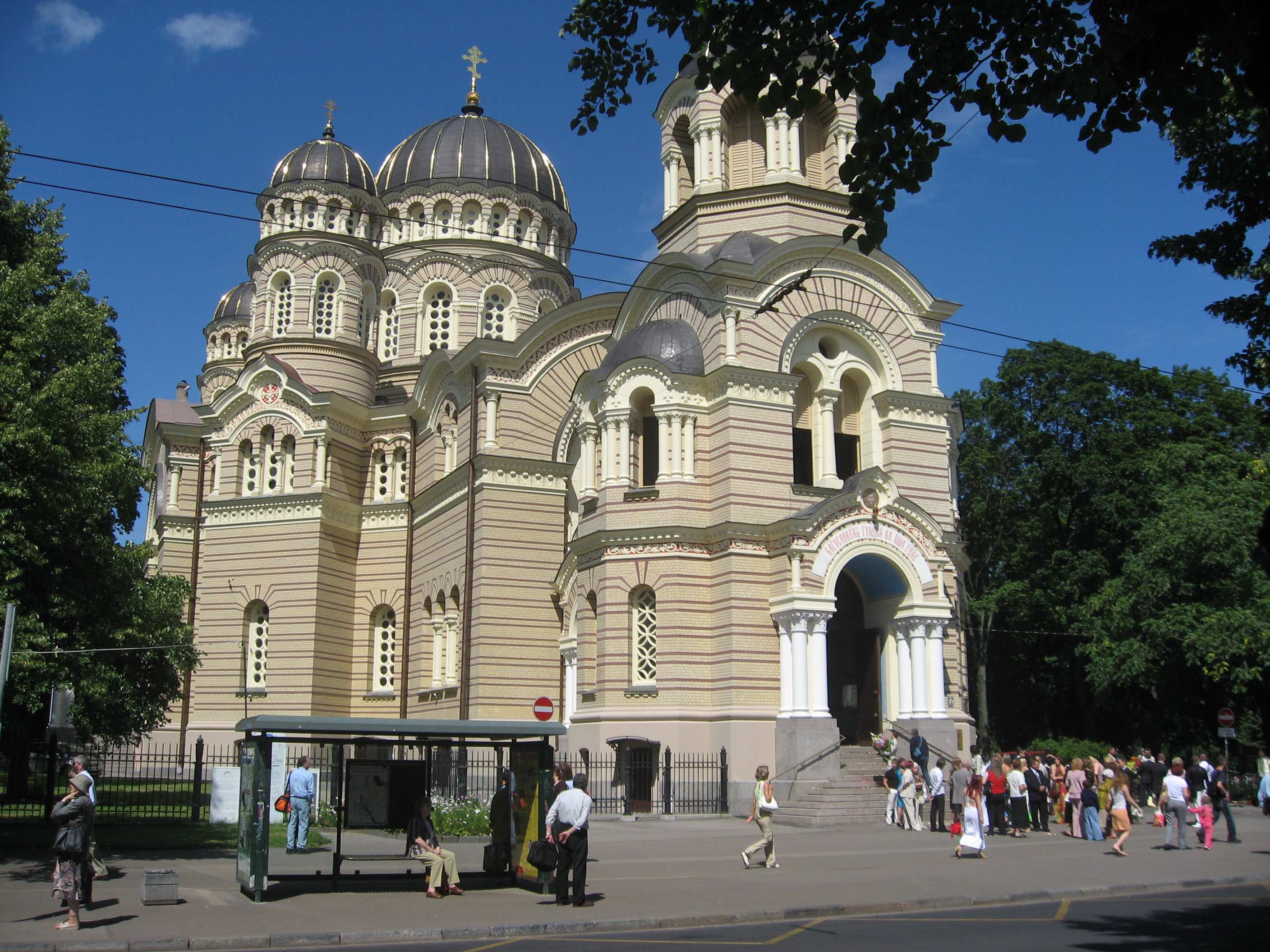
La Cathédrale de la Nativité de Riga, construite en 1876 sous l'Empire russe.
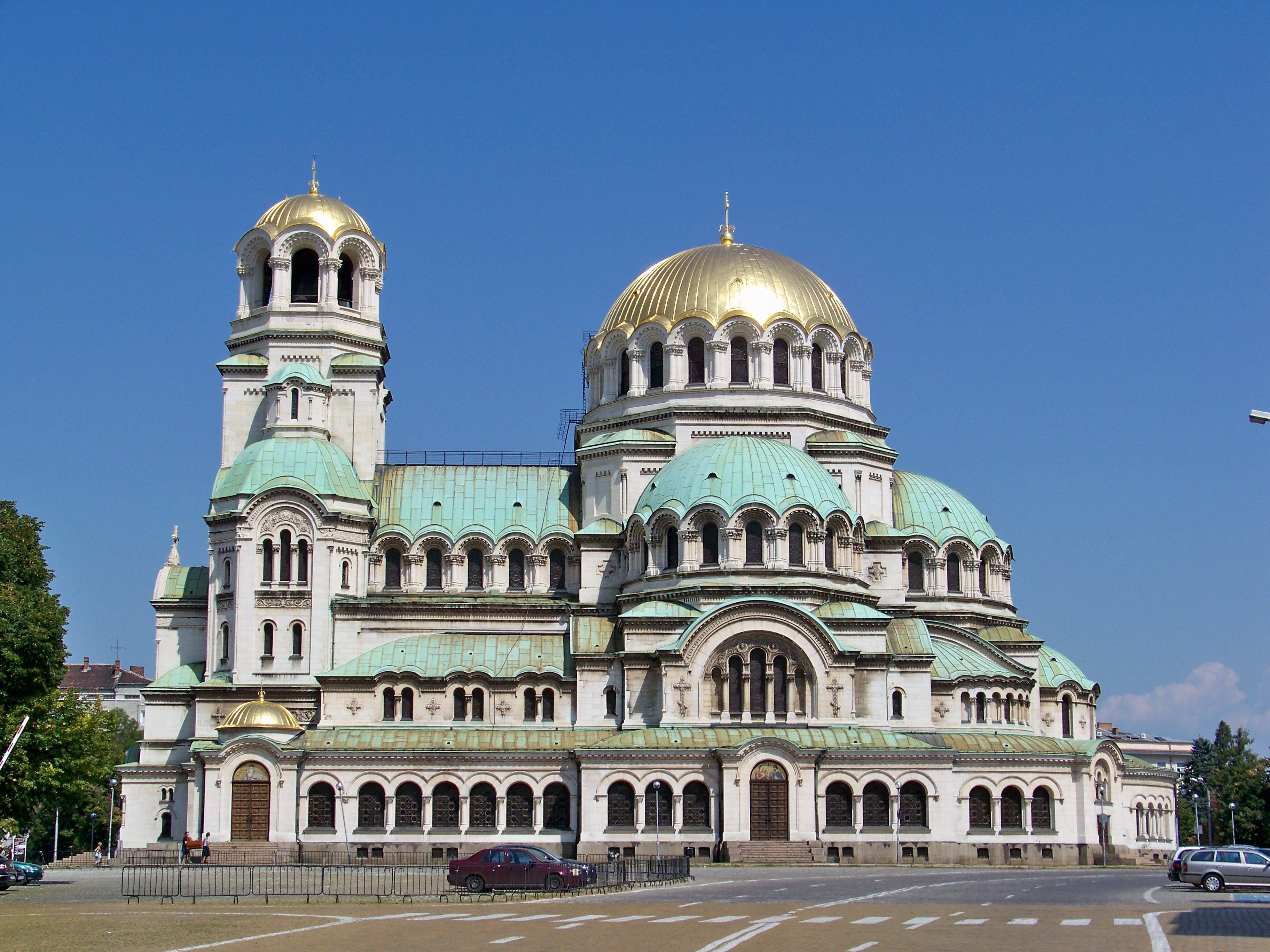
La cathédrale Alexandre-Nevski de Sofia, bâtie selon un plan en croix et dotée d'un campanile de plus de 50 mètres.
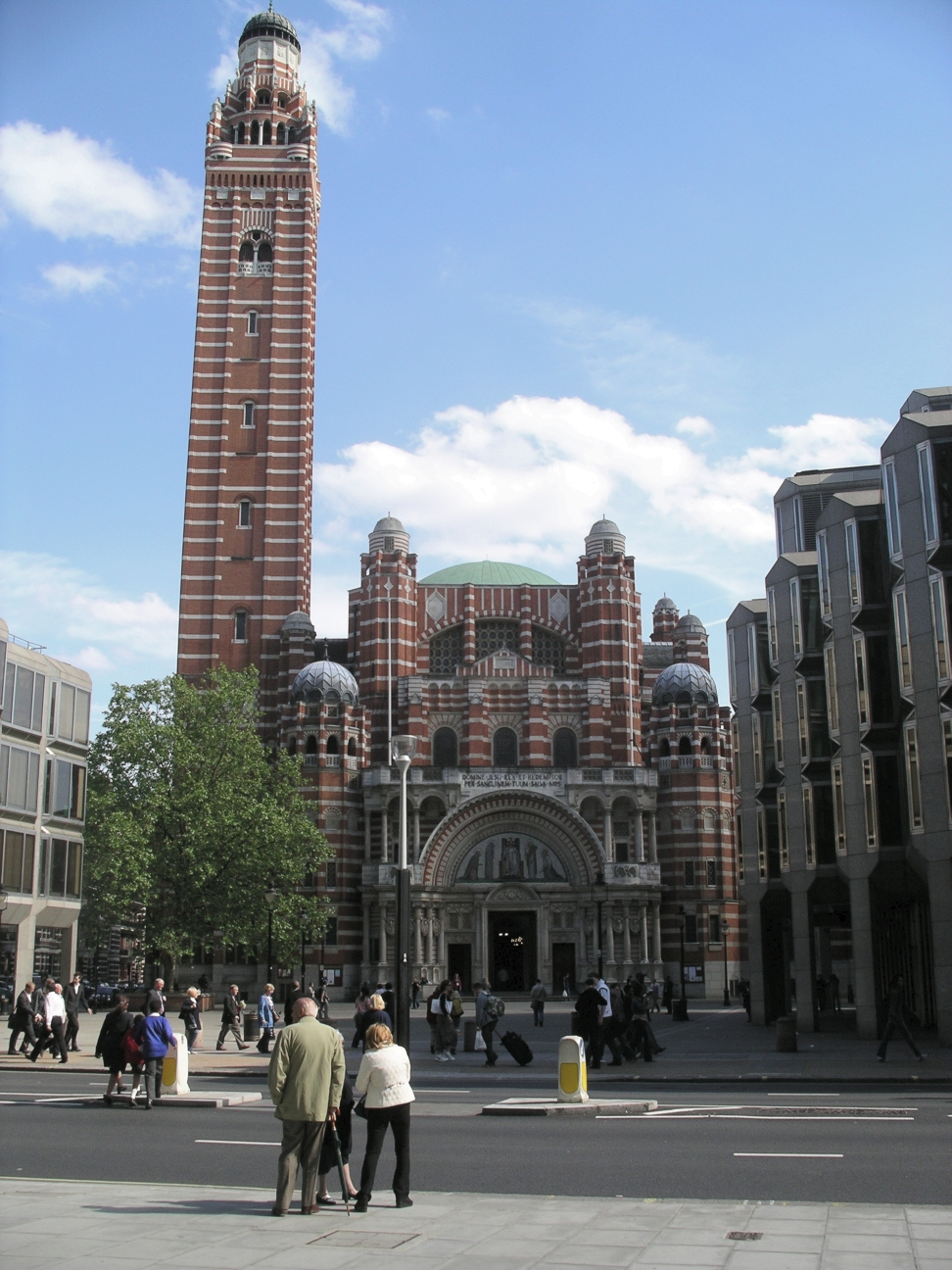
La cathédrale de Westminster est la cathédrale catholique de Londres à ne pas confondre avec l'abbaye anglicane de Westminster.
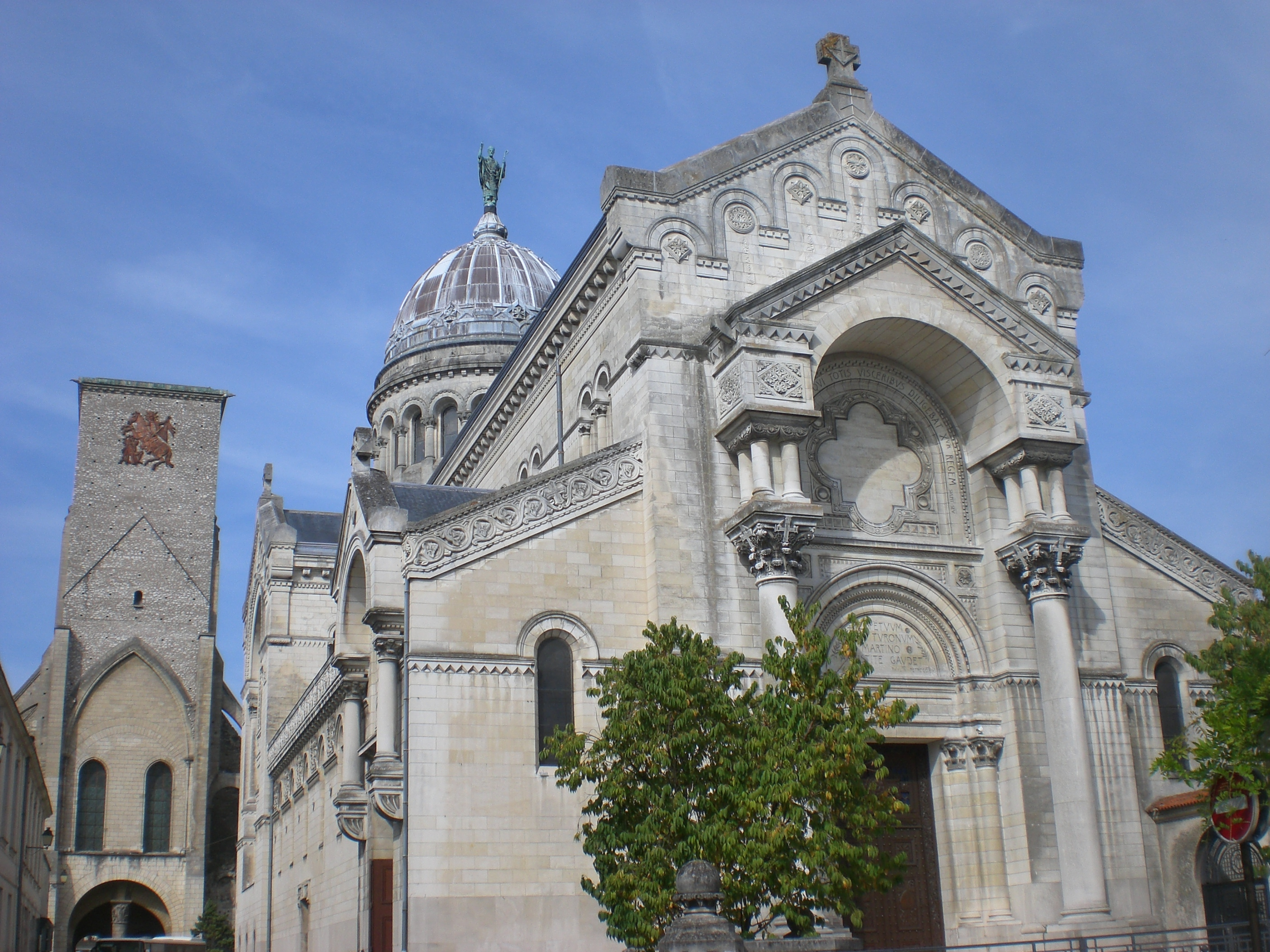
La Basilique Saint-Martin de Tours, succédant en 1886 à un édifice roman détruit un siècle plus tôt.

Le style néo-mauresque
Aussi appelé « renaissance mauresque », ce style prisé des orientalistes reprend les traits de l'architecture islamique du Moyen Âge à l'Époque moderne, tels que les arcs outrepassés ou polylobés. Les édifices néo-mauresques s'inspirent de monuments tant de l'empire ottoman que d'autres, tendant plutôt vers hispano-mauresque, voire néo-mudéjar.
Le style néo-mauresque est souvent associé au style néo-byzantin dans des projets éclectiques

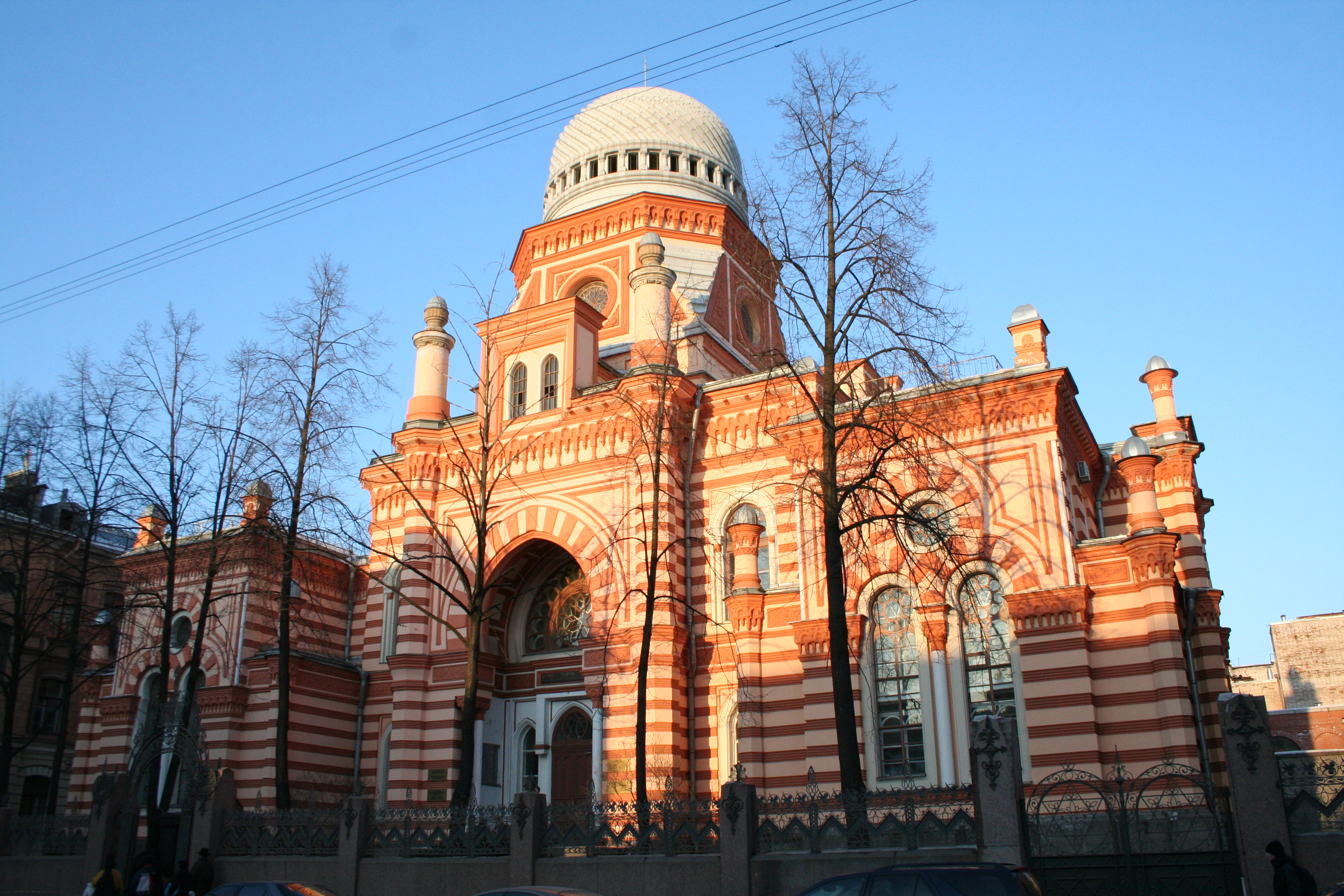
La Grande synagogue chorale de Saint-Pétersbourg, bombardée pendant la Seconde Guerre mondiale puis restaurée en 2000.
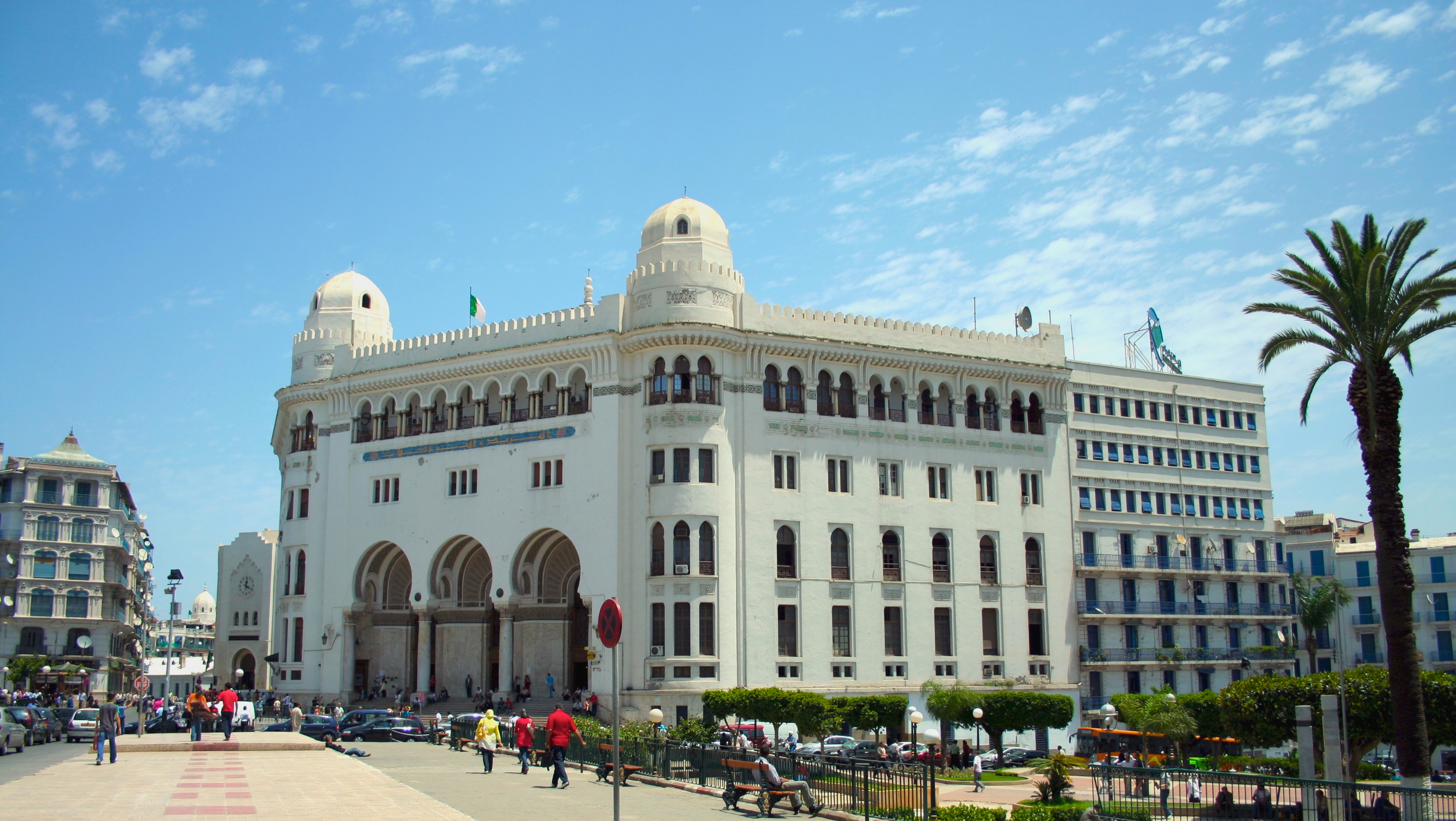
La Grande Poste d'Alger construite en 1910.
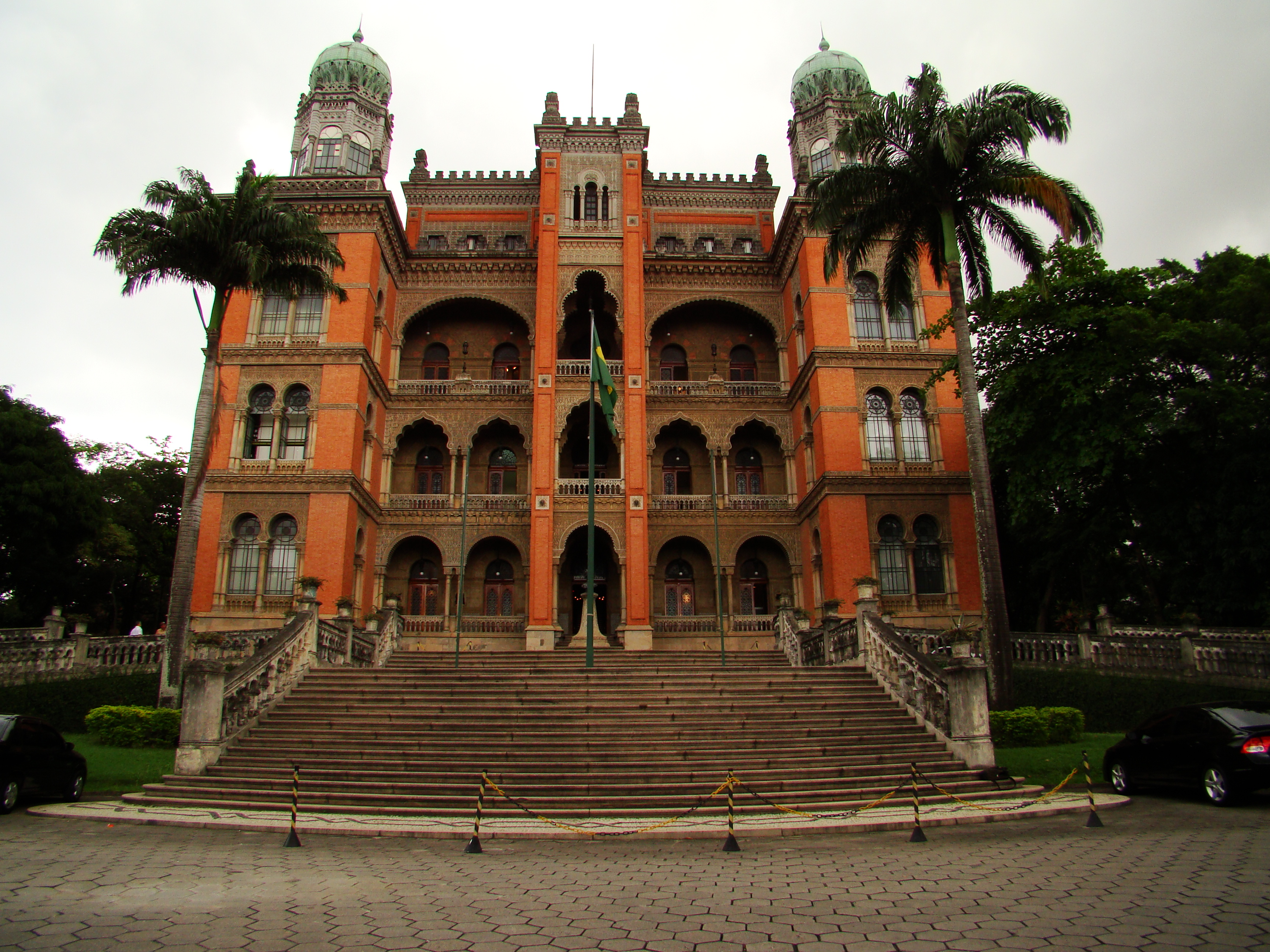
Palais de l'Institut Oswald-Cruz, datant du début du XXe siècle.
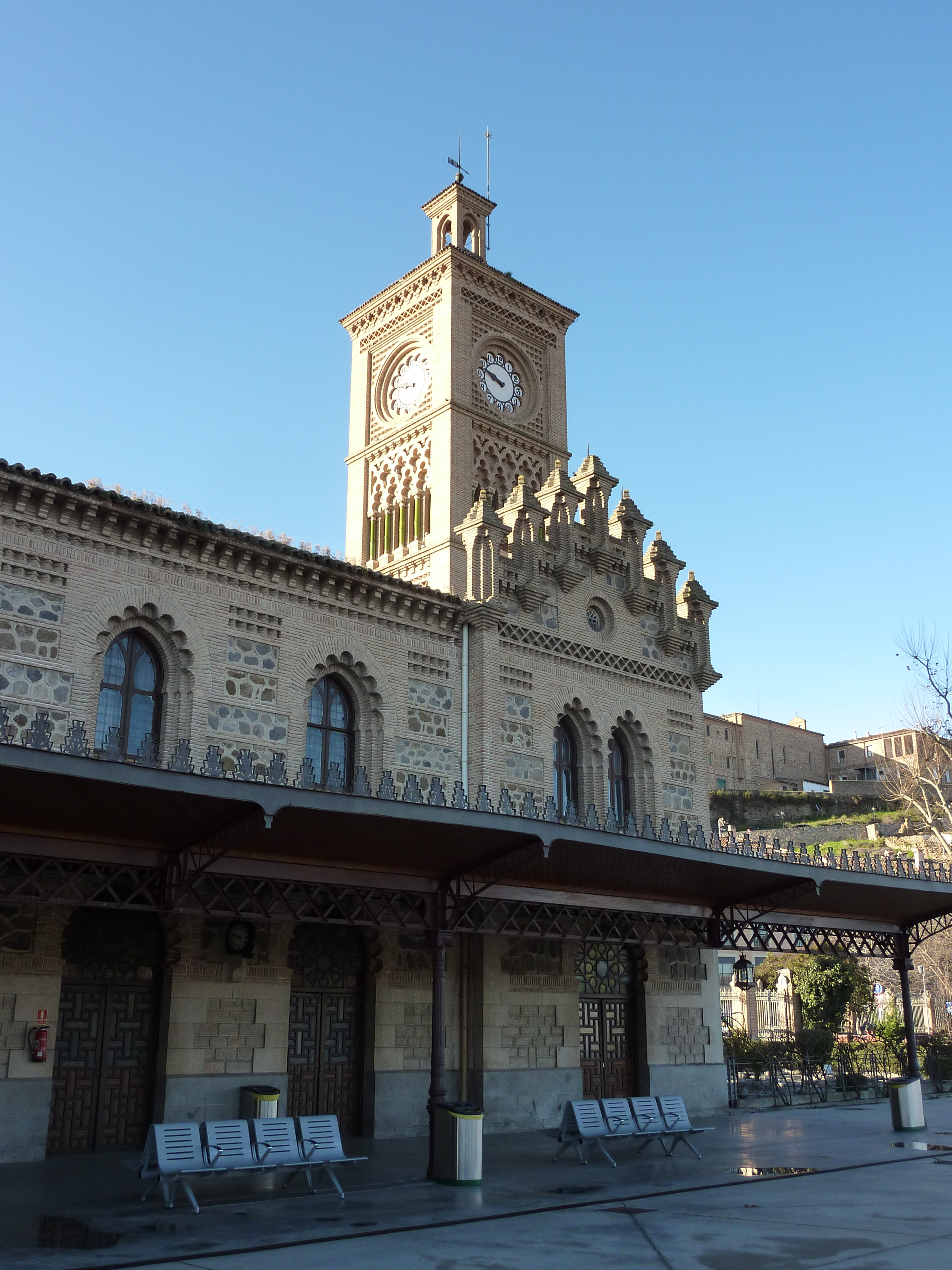
La gare de Tolède, dessinée selon la mode néo-mudéjar une variante du style néo-mauresque très propre à l'Espagne.

Le style néogothique
S'inspirant principalement du gothique flamboyant, le néogothique se distingue par la finesse de ses formes, sa richesse de ses détails, sa hauteur permise par les ogives (et l'utilisation de l'arc brisé) en général, ainsi que la présence importante de pinacles (propres au gothique flamboyant). Développé grâce aux courants romantiques et leur attachement pour l'art médiéval, il s'étend principalement en France, au Royaume-Uni (et dans le monde anglophone en général), et dans une moindre mesure en Allemagne.

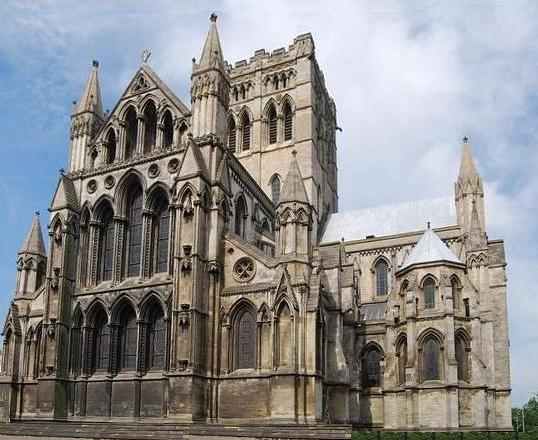
La cathédrale catholique Saint-Jean-Baptiste de Norwich, construite en 1882.
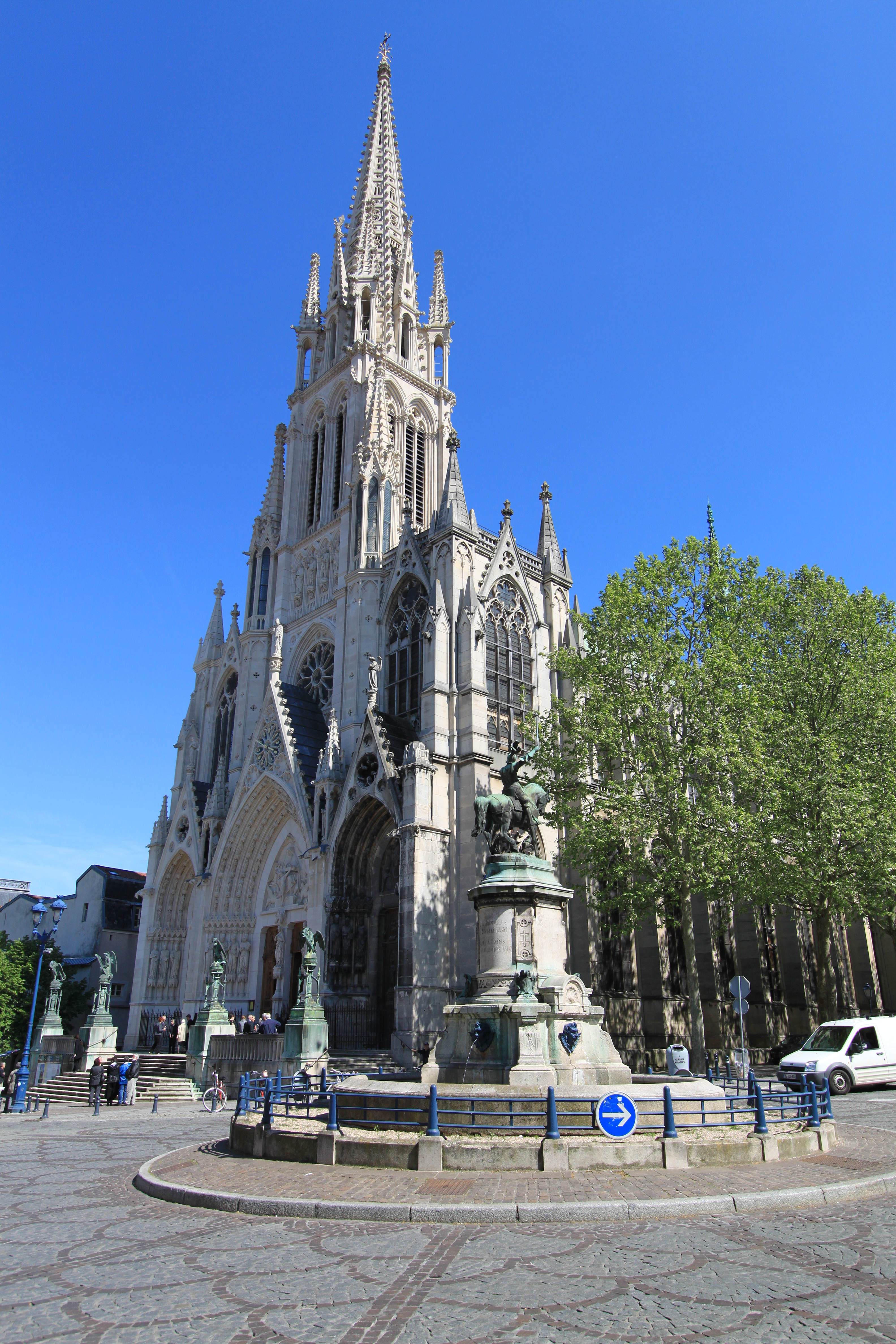
La basilique Saint-Epvre de Nancy, qui a nécessité la démolition de la dernière église gothique de la ville.
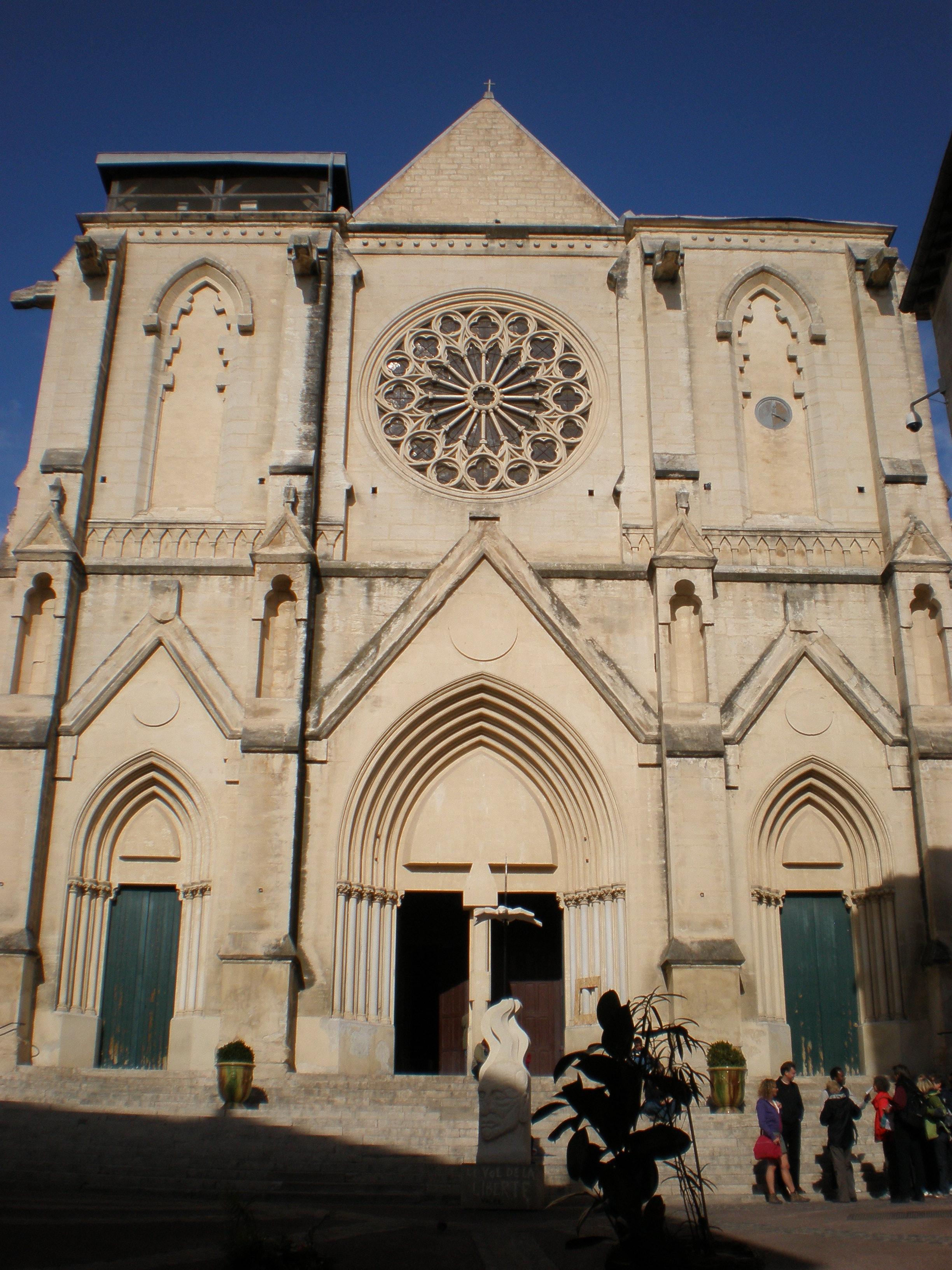
L'église Saint-Roch de Montpellier qui, elle, s'inspire plutôt d'un style gothique classique.
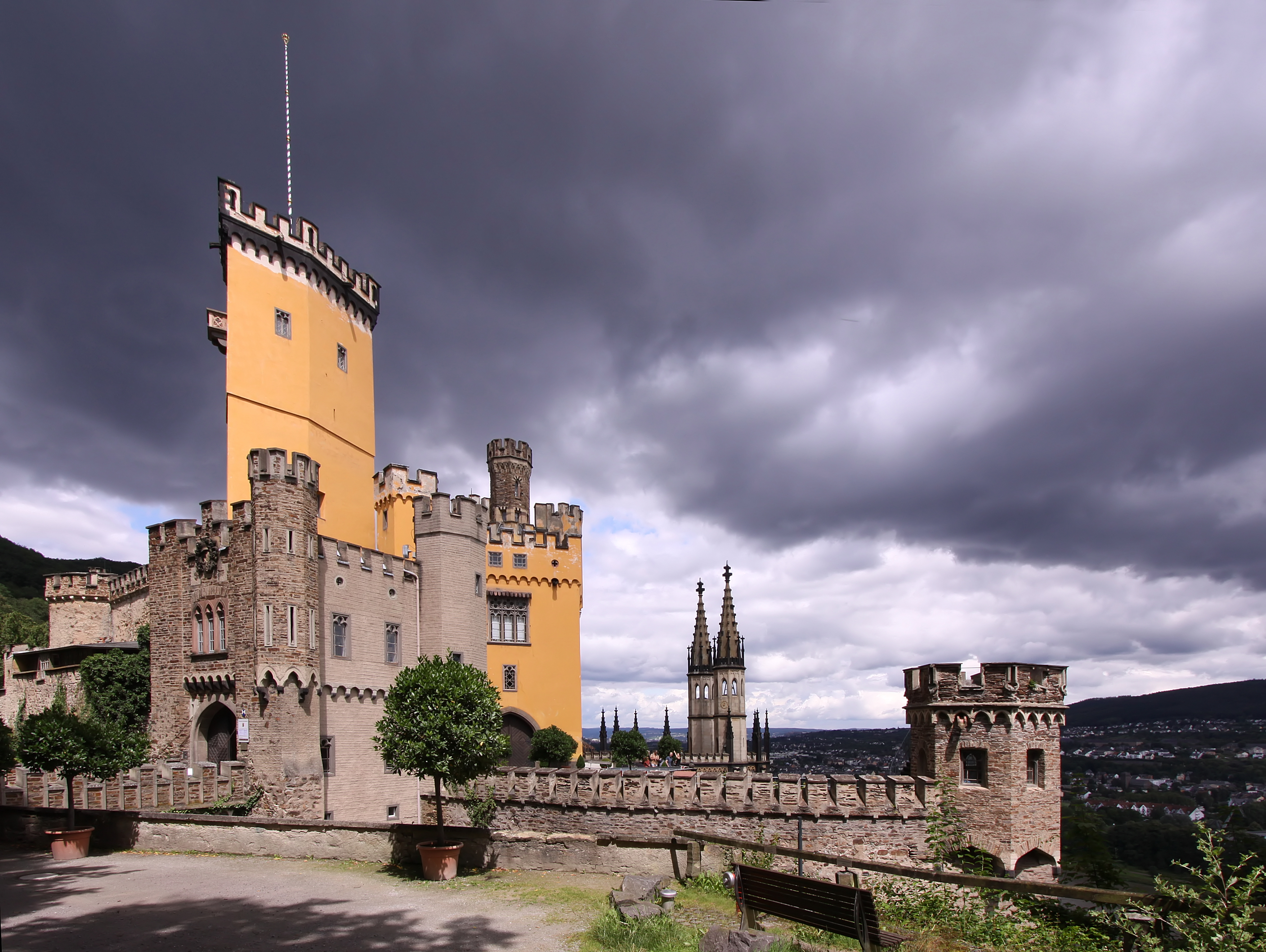
Château de Stolzenfels à Coblence, qui succède à l'ancien fort détruit au XVIIe siècle par Louis XIV.

Le style néo-renaissance
Ce style, inspiré de l'architecture de la Renaissance, reste très varié. Il est, en effet, difficile à décrire car, déjà à l'époque de la Renaissance, il différait beaucoup en fonction de sa région d'origine, ou encore des convictions architecturales des architectes (certains préférant des formes romanes, d'autres plus antiques comme Andrea Palladio — prémices du classicisme — ou à tendances déjà baroques. Néanmoins, on reconnait souvent les bâtiments de ce style par leurs formes parfois originales, leurs escaliers extérieurs, balcons et loggias ou encore leurs tours et pignons.
Ainsi, on retrouve dans les pays anglophones des édifices qui renvoient directement à la renaissance italienne plus particulièrement au palladianisme voire à l'architecture élisabéthaine et, en France, à la renaissance française, donc aux châteaux de la Loire (cf Style Second Empire). Dans les pays germaniques se forme un style particulier se basant sur la renaissance flamande et allemande, dont les pignons à échelon, les poivrières et les oriels sont représentatifs, c'est la Néo-Renaissance flamande. Cette dernière côtoie, dans l'Empire allemand, un style plus massif aux influences baroques, la néo-renaissance prussienne.
Le style néo-renaissance est souvent associé au style néo-baroque dans des projets éclectiques

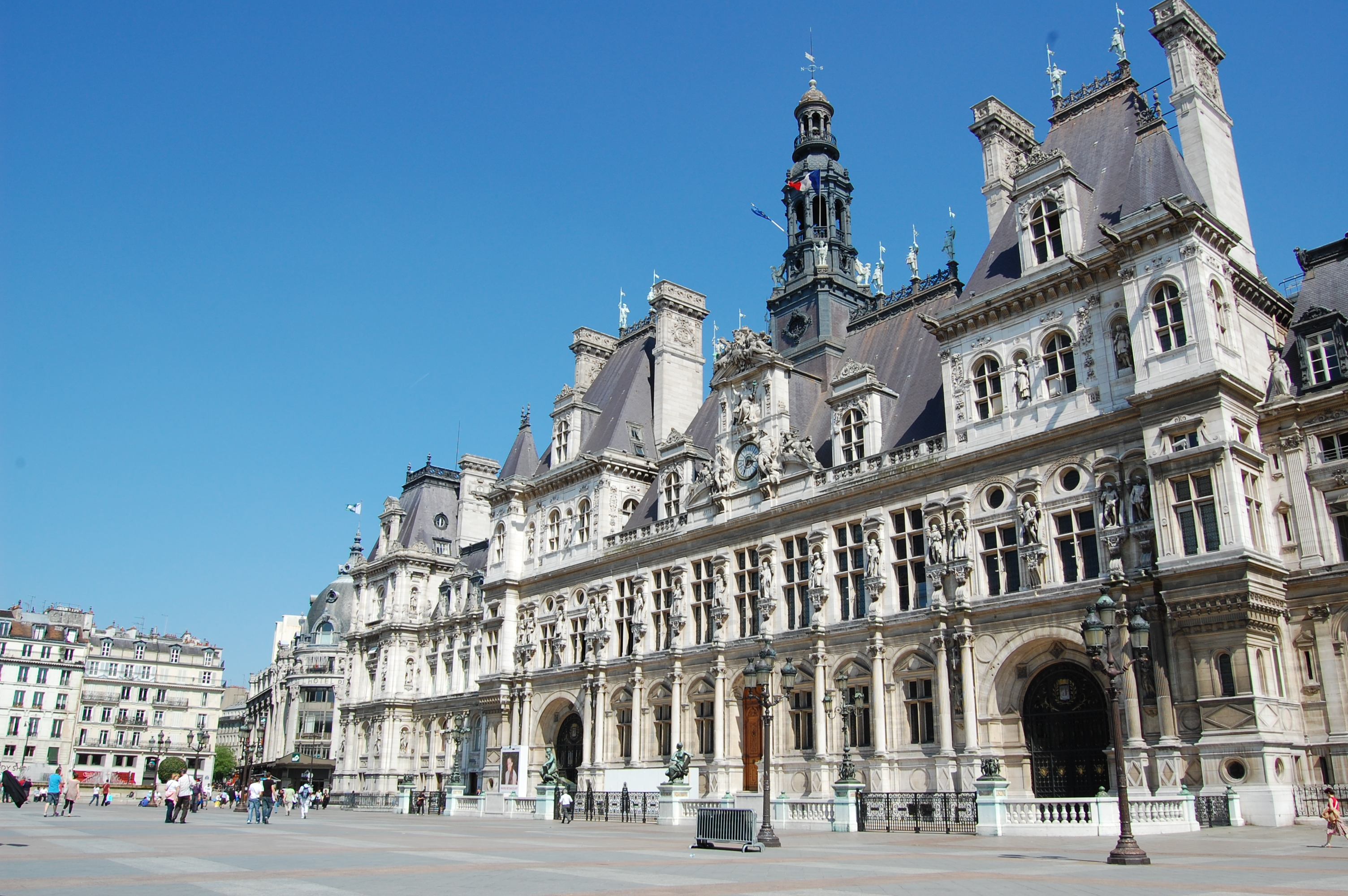
L'hôtel de ville de Paris qui remplace, sous la IIIe République française la « Maison aux Piliers », détruite sous François Ier.
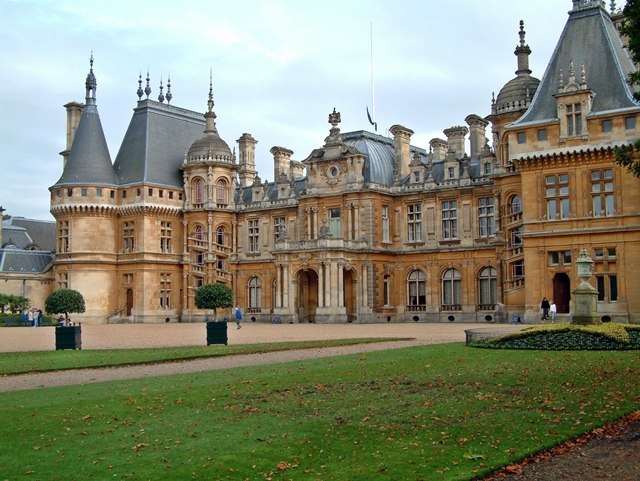
Le Waddesdon Manor dans le Buckinghamshire édifié en 1874.
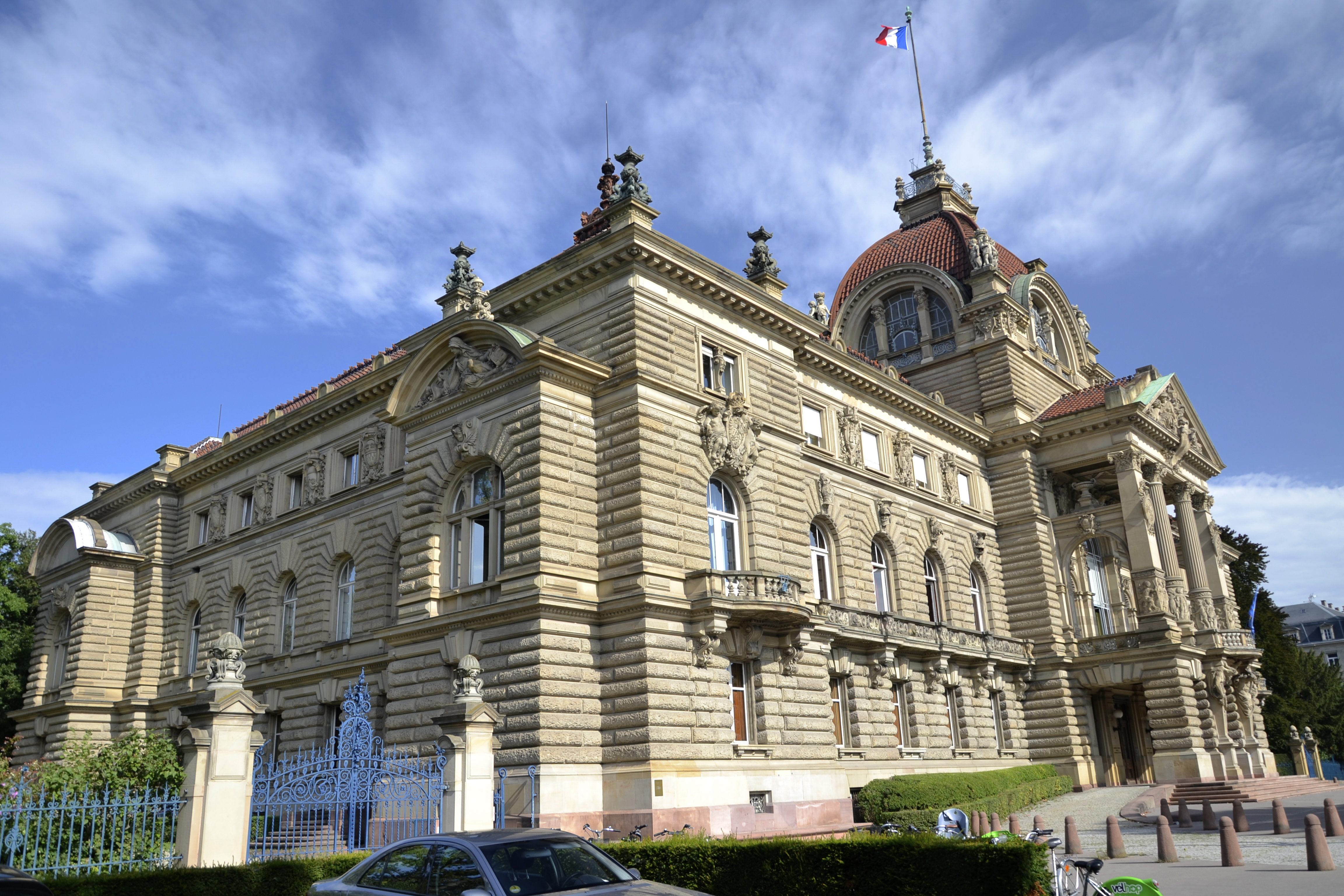
Le palais du Rhin de Strasbourg, ancien Kaiserpalst, de facture néo-renaissance prussienne (à influences baroques).
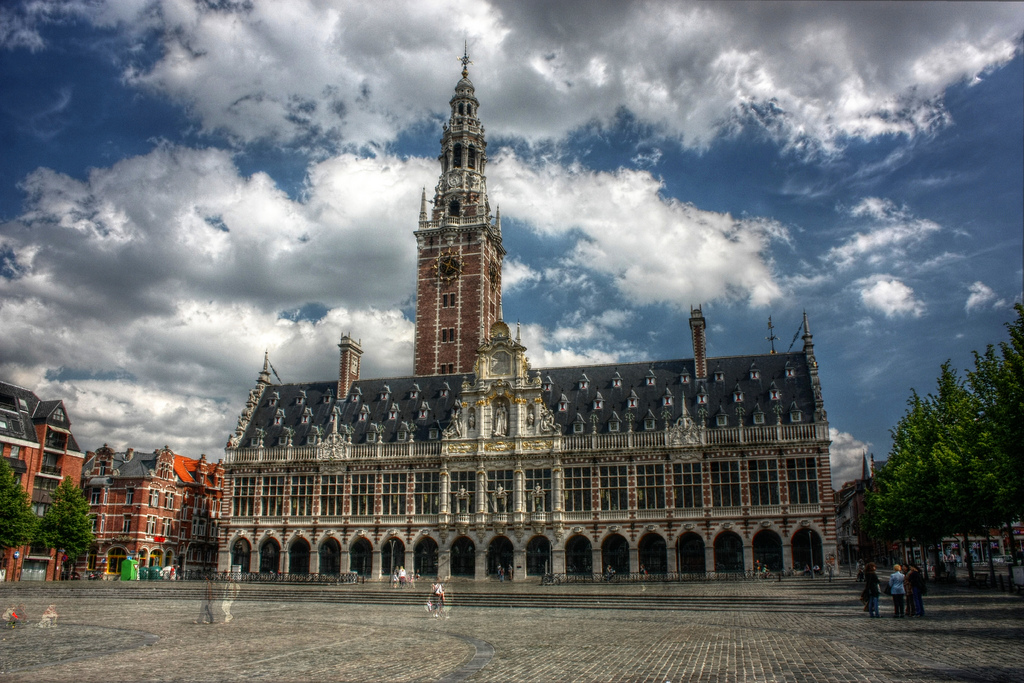
L'actuelle bibliothèque universitaire de Louvain, brûlée en 1914, elle est reconstruite en 1921 dans un style néo-renaissance flamande.

Le style néo-baroque
Puisant dans les structures massives et chargées de l'architecture baroque, et dans ses riches décorations, le style néobaroque se développe beaucoup en Europe voire dans le monde entier. En France, il s'inscrit directement dans le style Second Empire. Tout comme son modèle, cette architecture se veut de répondre à ces caractéristiques phares : l'opulence qui prône une certaine richesse par l'ajout de très diverses décorations (dorures, fresques, sculptures…) et donne une dimension imposante aux édifices pour ainsi fasciner le spectateur ; la théâtralité, pour susciter un mouvement et une vie par des statues, et renvoyer au théâtre antique par la reprise des colonnes et d'autres caractéristiques des styles classiques ; la créativité qui fait place à l'innovation avec de nouvelles formes, et à l'originalité ; et l'urbanisme pour mieux intégrer le bâtiment dans son environnement.
Le style néo-baroque est souvent associé aux styles néo-renaissance et néoclassique dans des projets éclectiques

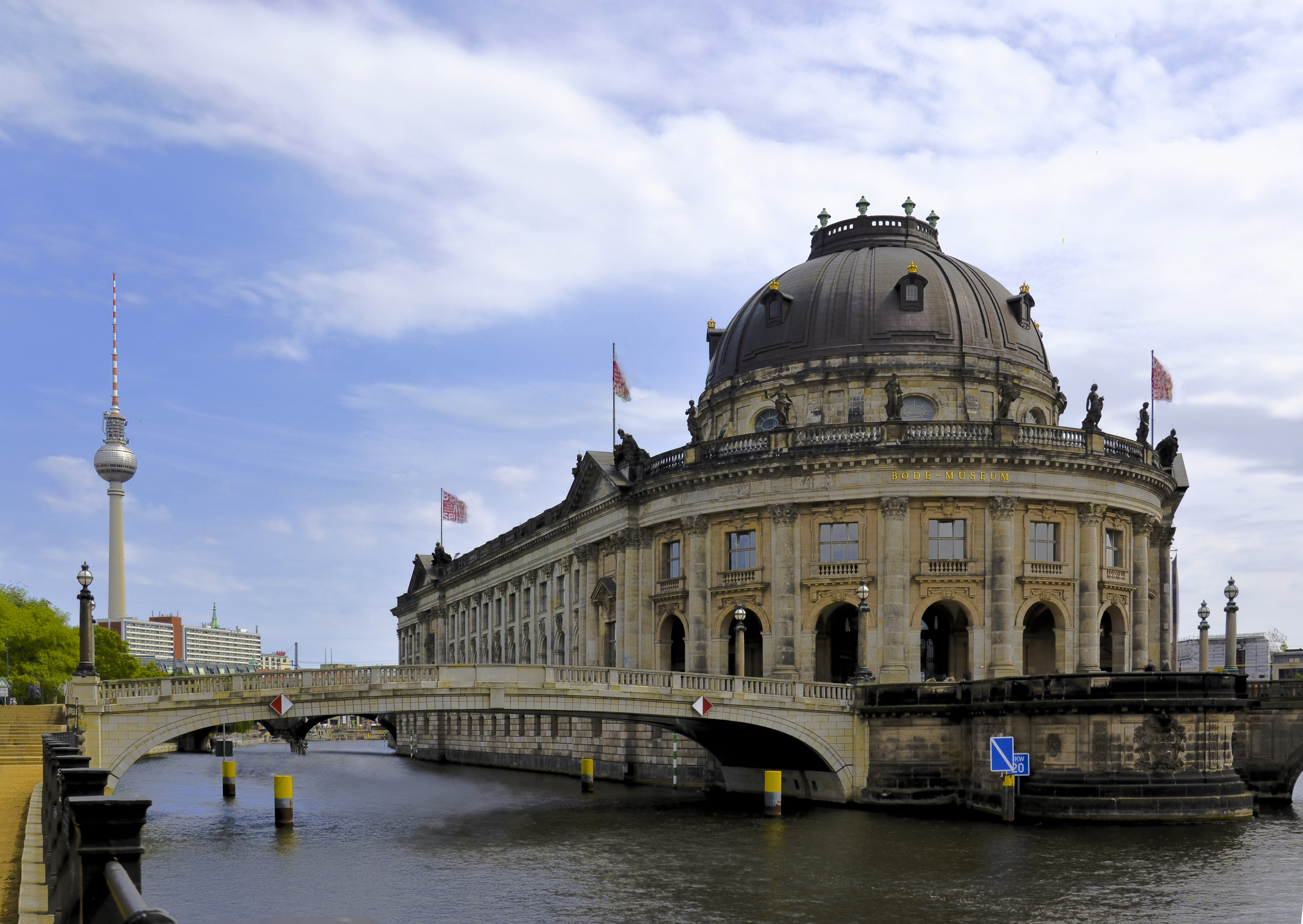
Le musée de Bode à Berlin, construit à l’extrémité de l'île aux musées.
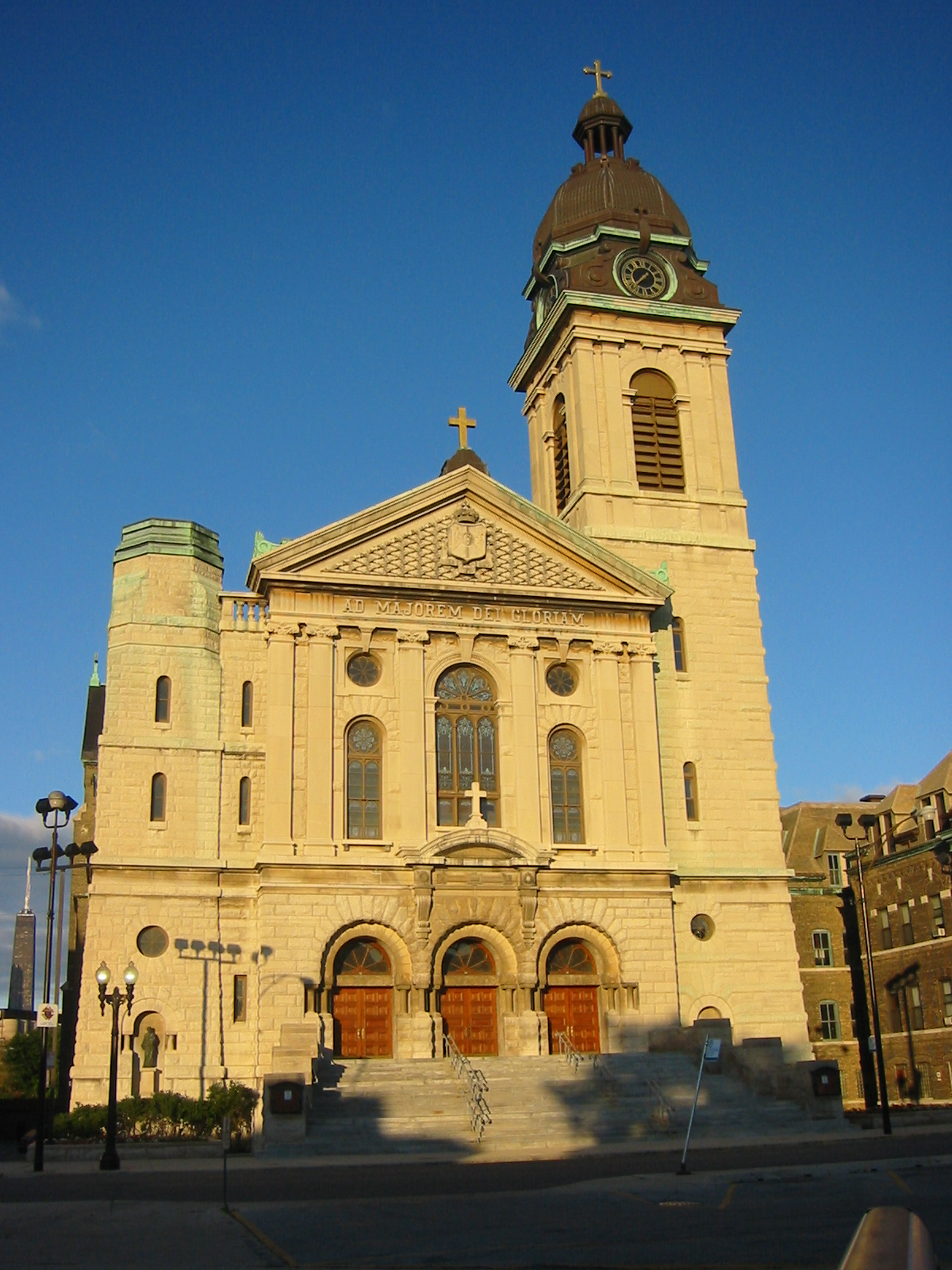
L'église Saint-Jean-de-Kenty de Chicago achevée en 1898.
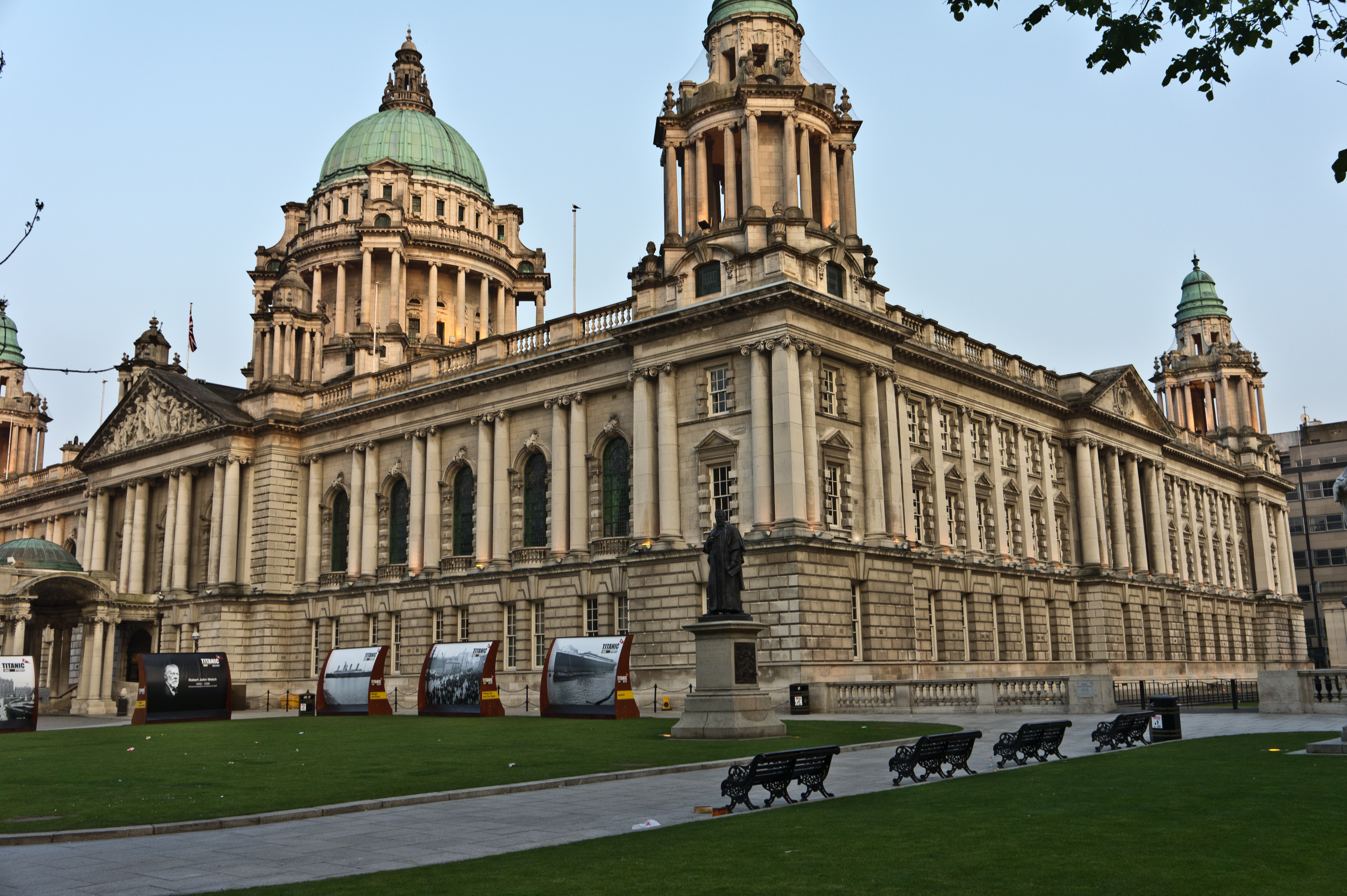
L'hôtel de ville de Belfast, rénové en 2009, il remplace une ancienne bibliothèque.
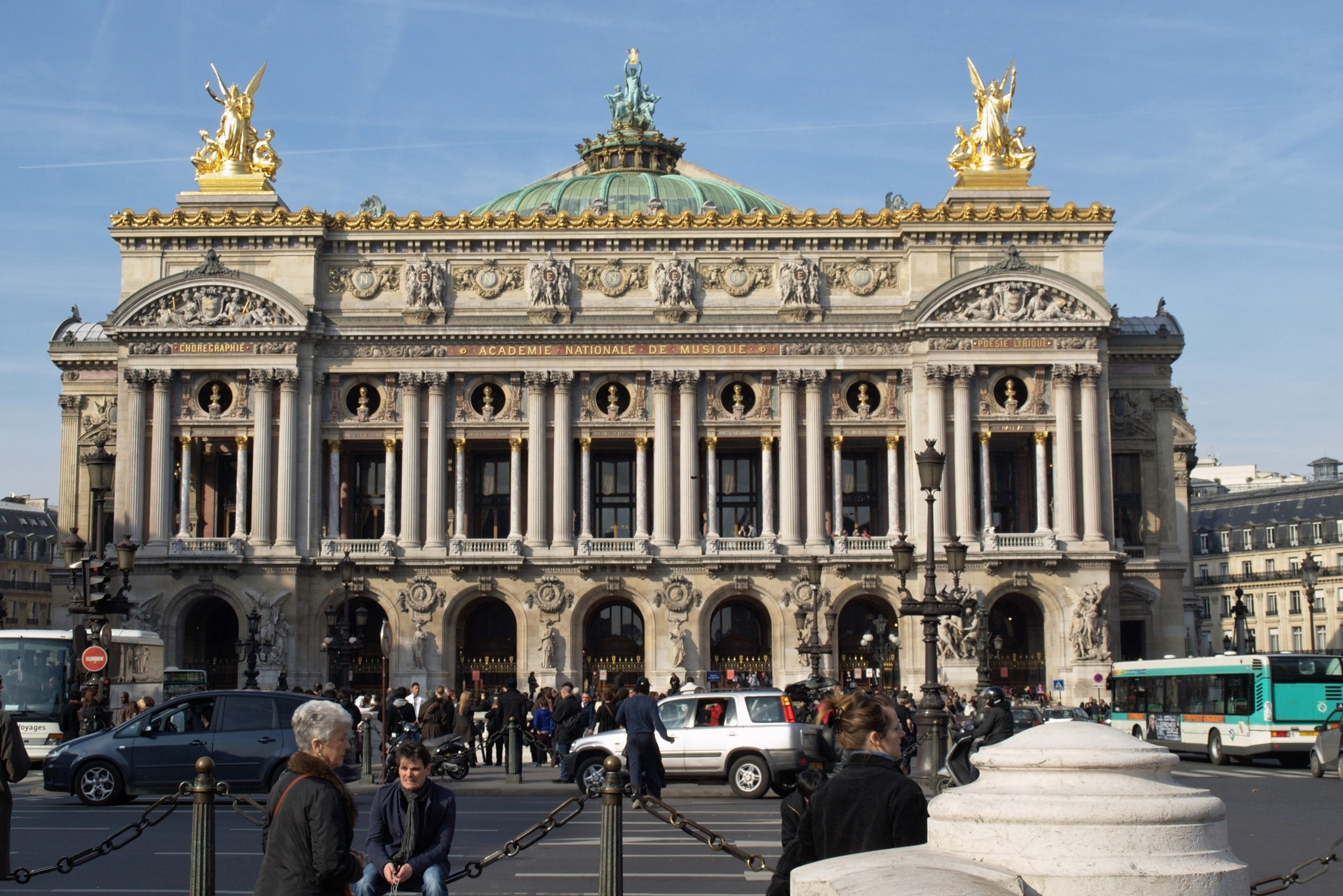
La façade de l'opéra Garnier - voulu éclectique il présente sur cette façade un style clairement baroque.

Le style néoclassique
Dans la continuité directe de l'architecture classique, il a été le premier style historiciste à naître (au XVIIIe siècle, à la mort de Louis XIV) mais aussi le premier à disparaître (à la fin voire au milieu du XIXe siècle avec l'arrivée du romantisme). C'est ce style qui a permis l’expansion des règles et de la modénature du classicisme à l'Europe et au monde, alors qu'il s'agissait auparavant d'un style cantonné à la France. Le château de Versailles en est le principal modèle. En Grande-Bretagne, le néoclassique devient l'architecture georgienne.
Le style néoclassique est souvent associé au style néo-baroque dans des projets éclectiques

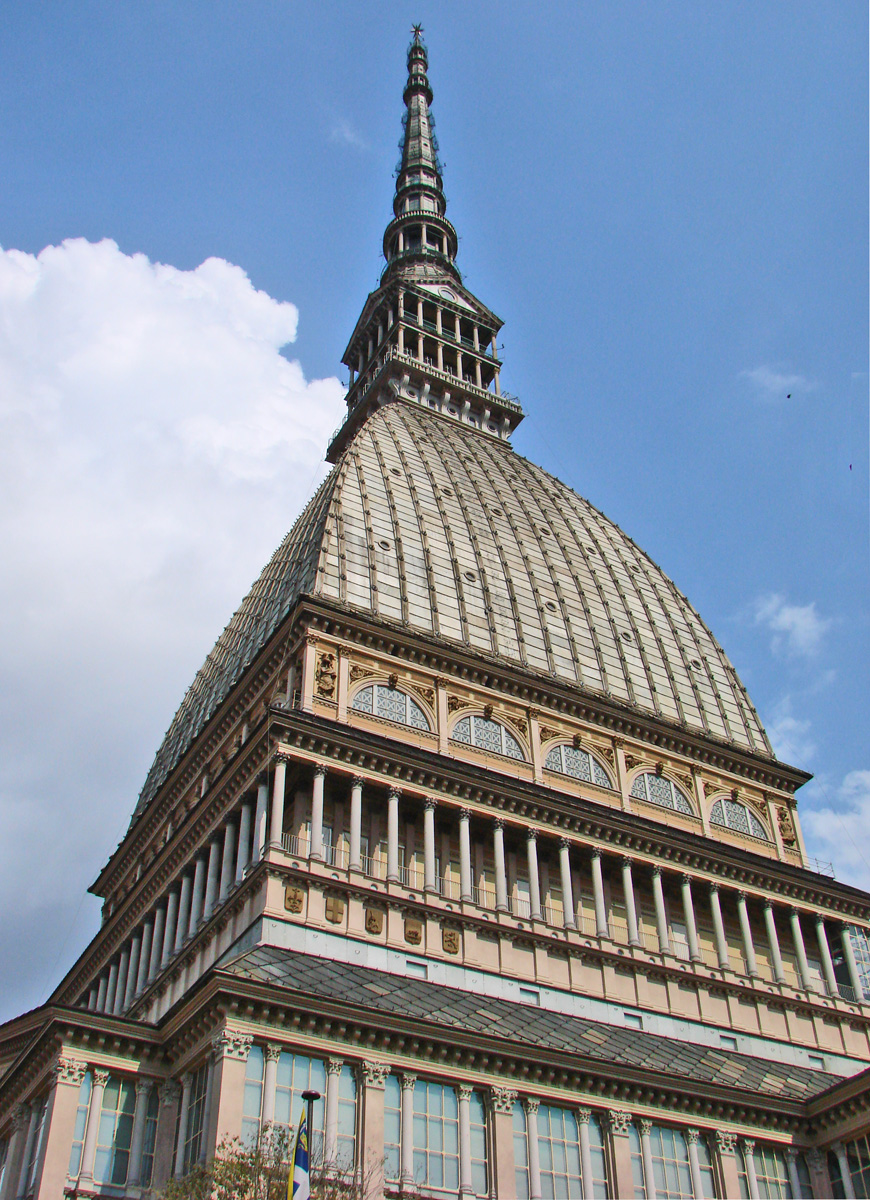
La Mole Antonelliana de 1863 devait à l'origine être une synagogue.
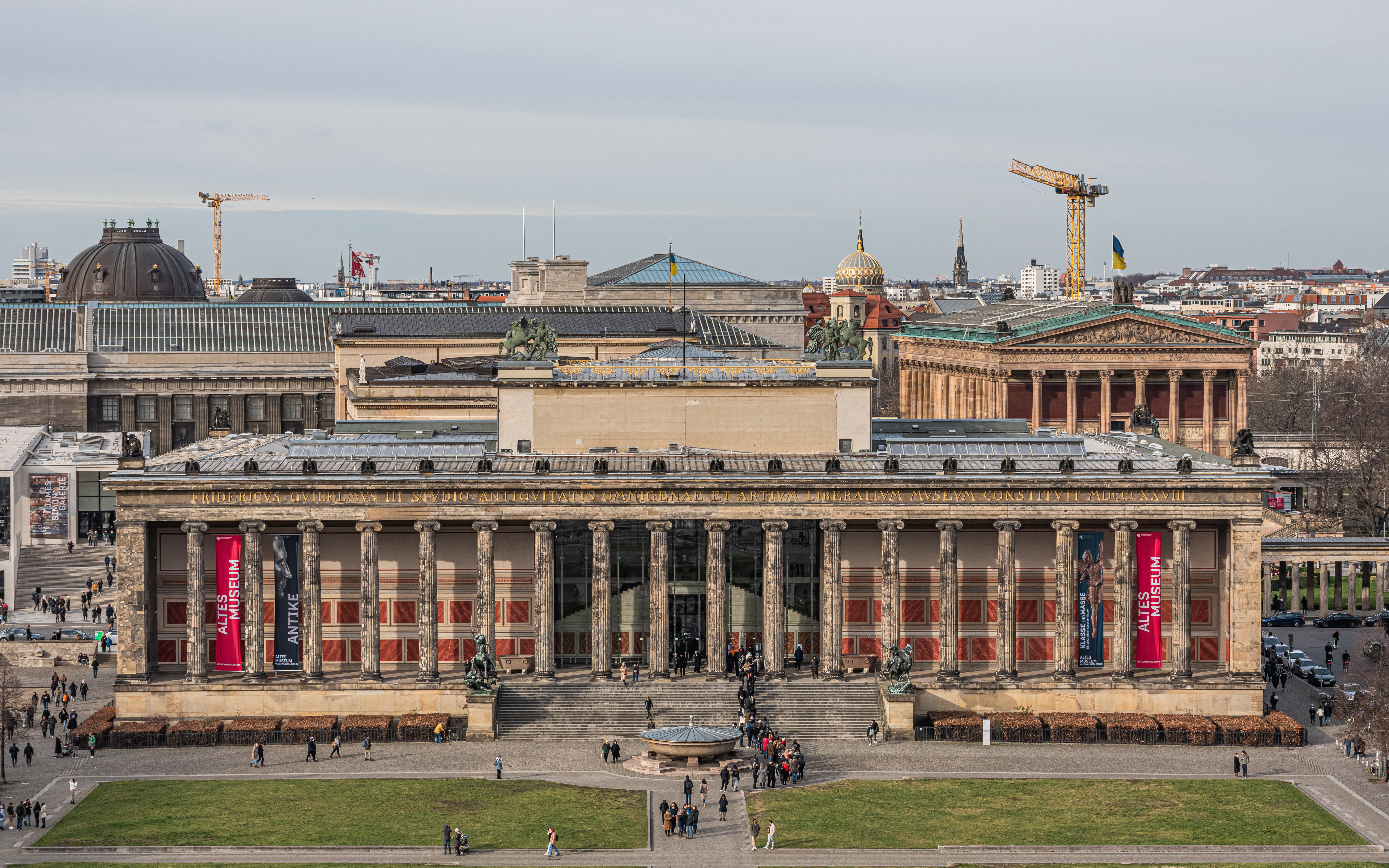
L'Altes Museum de Berlin, voisin du musée de Bode.
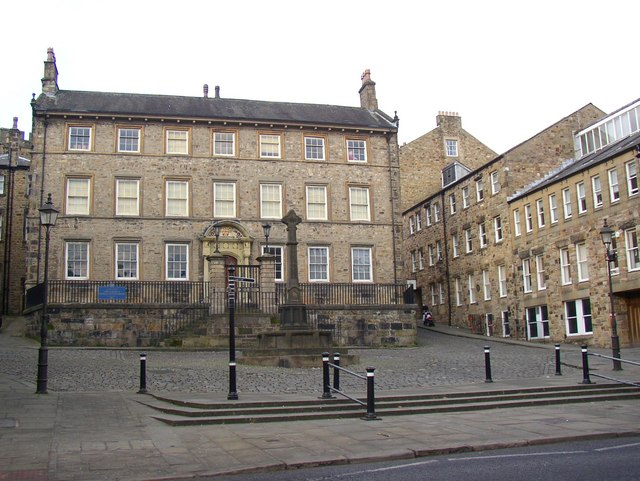
Le Judges Lodgings à Lancaster, exemple d'architecture georgienne.
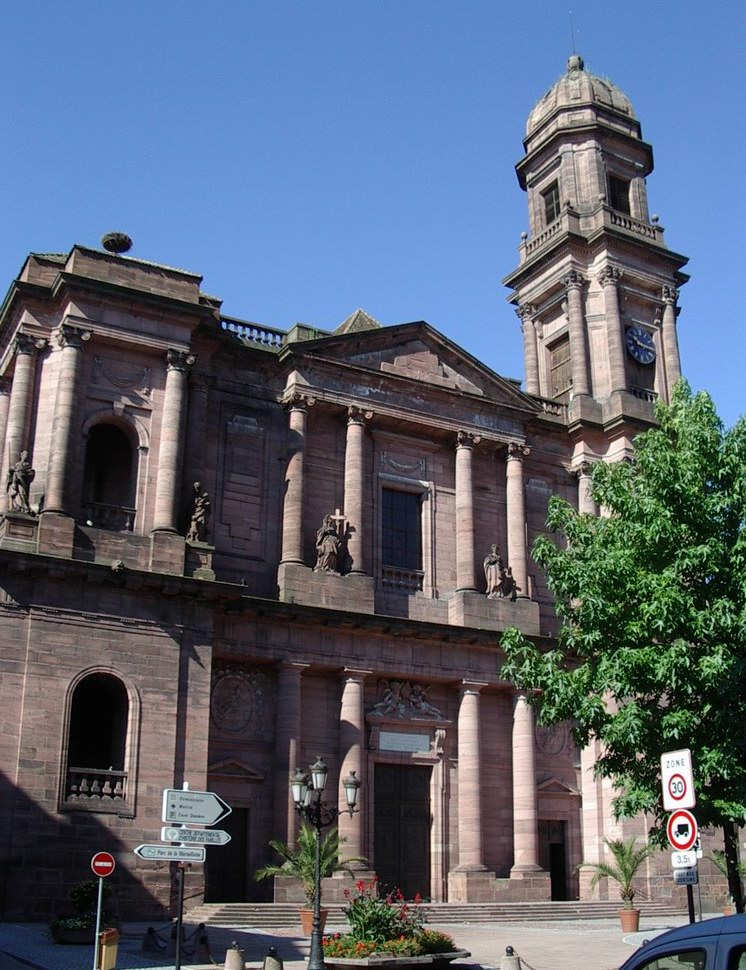
L'église Notre-Dame de Guebwiller planifiée en 1761 par Louis Beuque.

### Dans le style éclectique
L'éclectisme est une pratique née dans les années 1860 qui prône le mélange des architectures, de ce fait le XIXe siècle est sujet à toute sorte d'expérimentations architecturales. On distingue cependant différentes orientations de l’éclectisme.
L'éclectisme issu du néo-byzantin

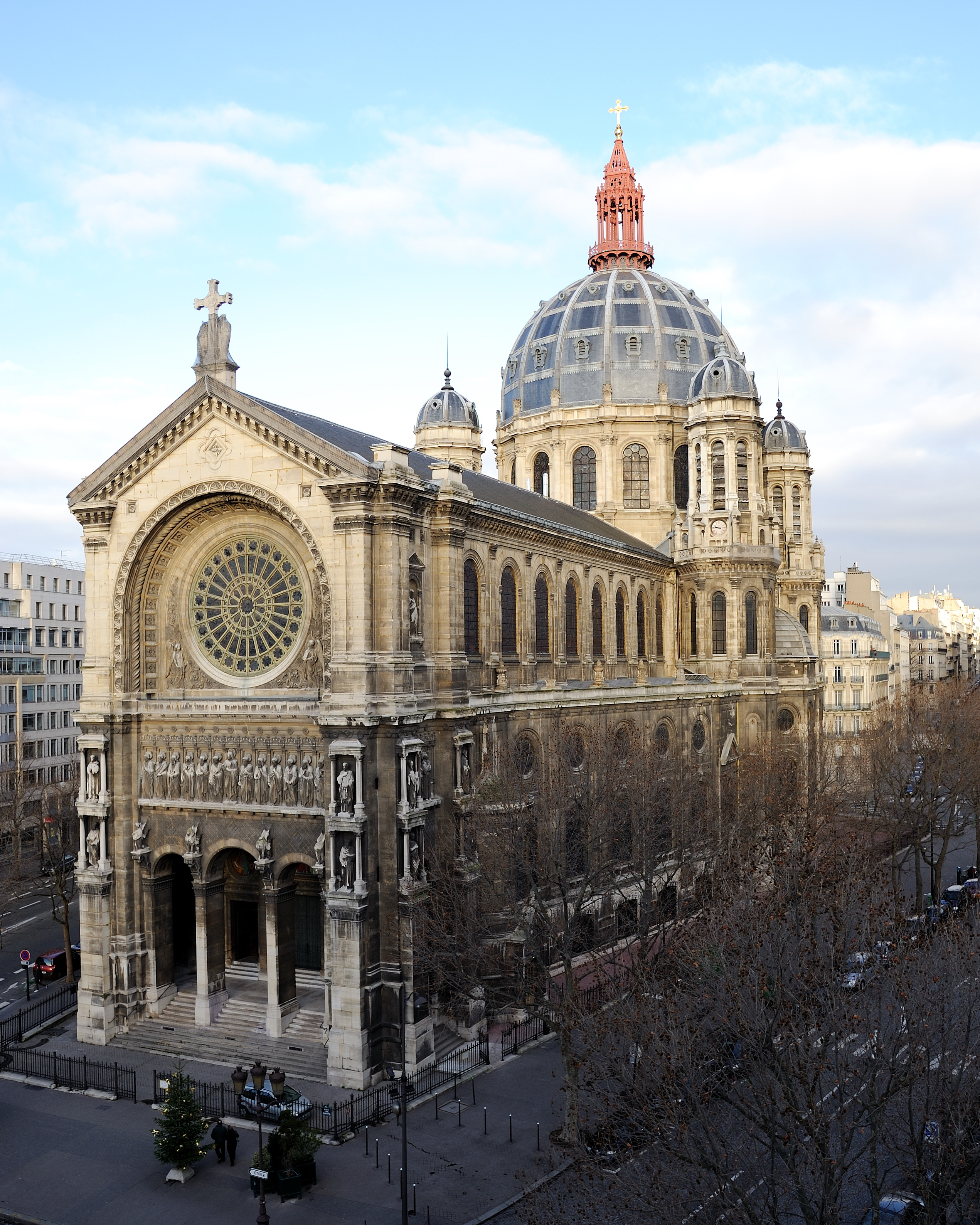
Tout comme le Sacré-Cœur de Montmartre, l'église Saint-Augustin associe les styles roman et byzantin.
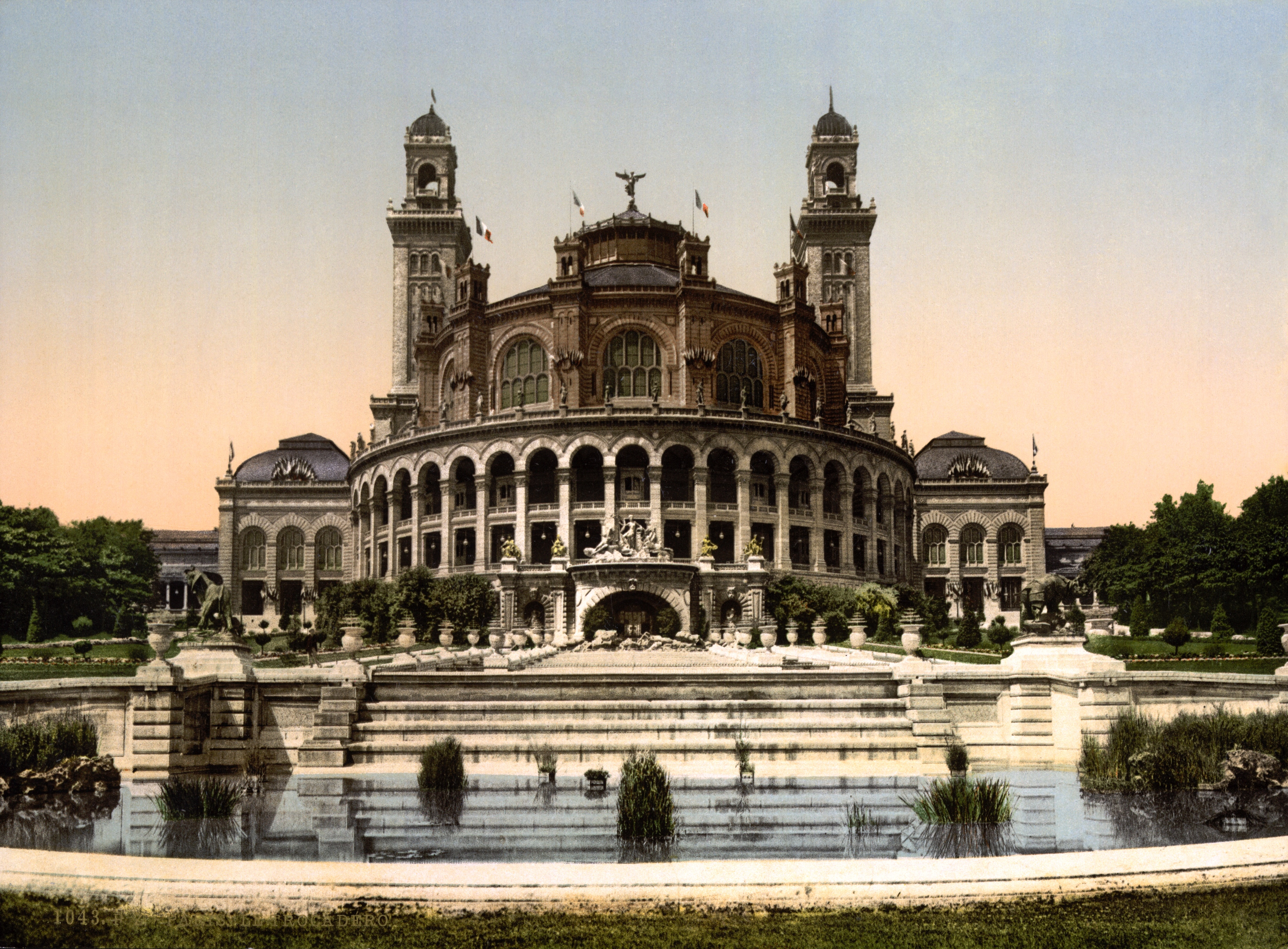
Le palais du Trocadéro, construit exceptionnellement pour l'exposition universelle de 1878 et détruit ensuite, était un mélange d'architecture mauresque et byzantine.
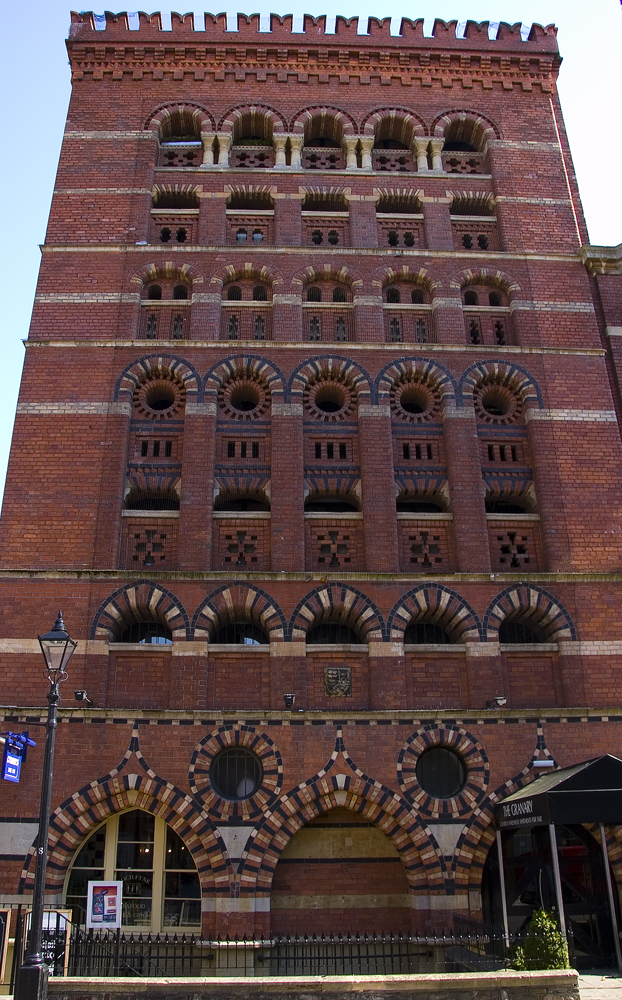
Le Granary de Bristol est un exemple du Bristol Byzantine, style éclectique propre à la ville durant le XIXe siècle également à la croisée du néo-byzantin et du néo-mauresque.

L'éclectisme issu du néo-baroque

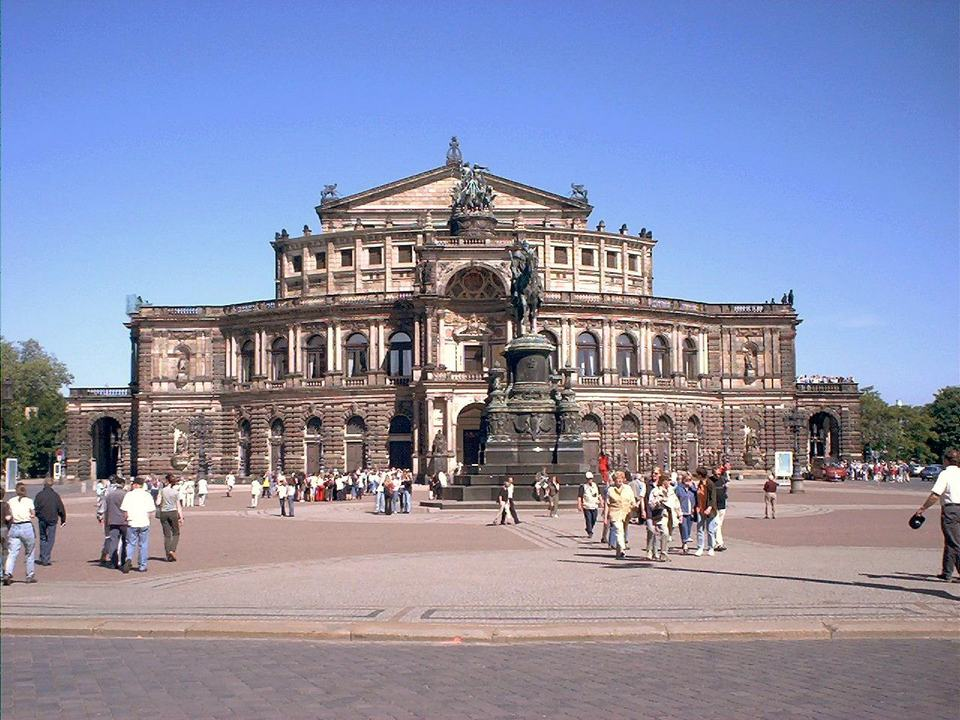
Le Semperoper de Dresde peut être catégorisé aussi bien dans la néo-renaissance prussienne (cf. palais du Rhin) que dans le néo-baroque.
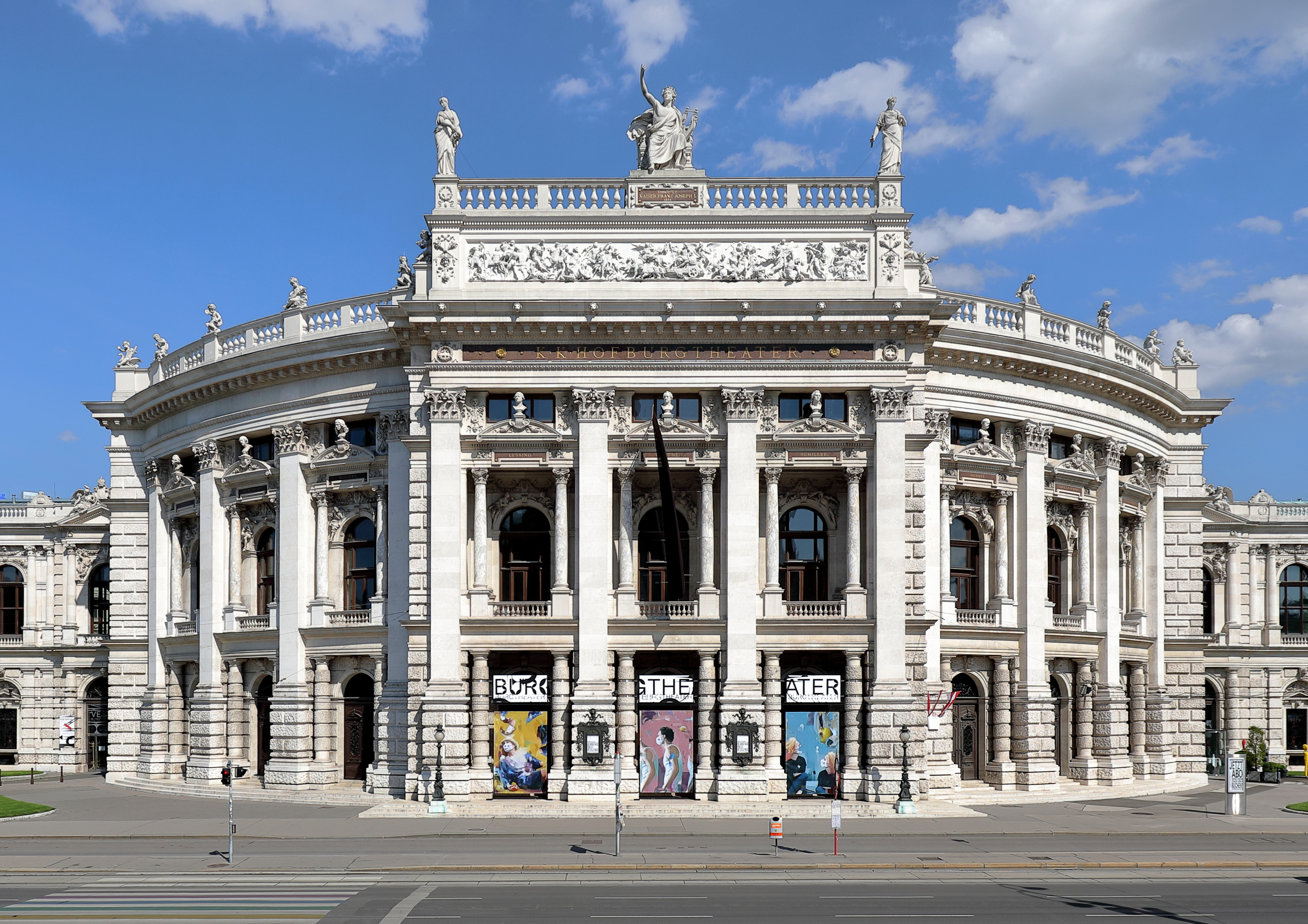
À Vienne, le Burgtheater présente également ce mélange de renaissance italienne et de baroque. Il est comparable au palais Garnier bien que ce dernier présente une visible dominante baroque[3].
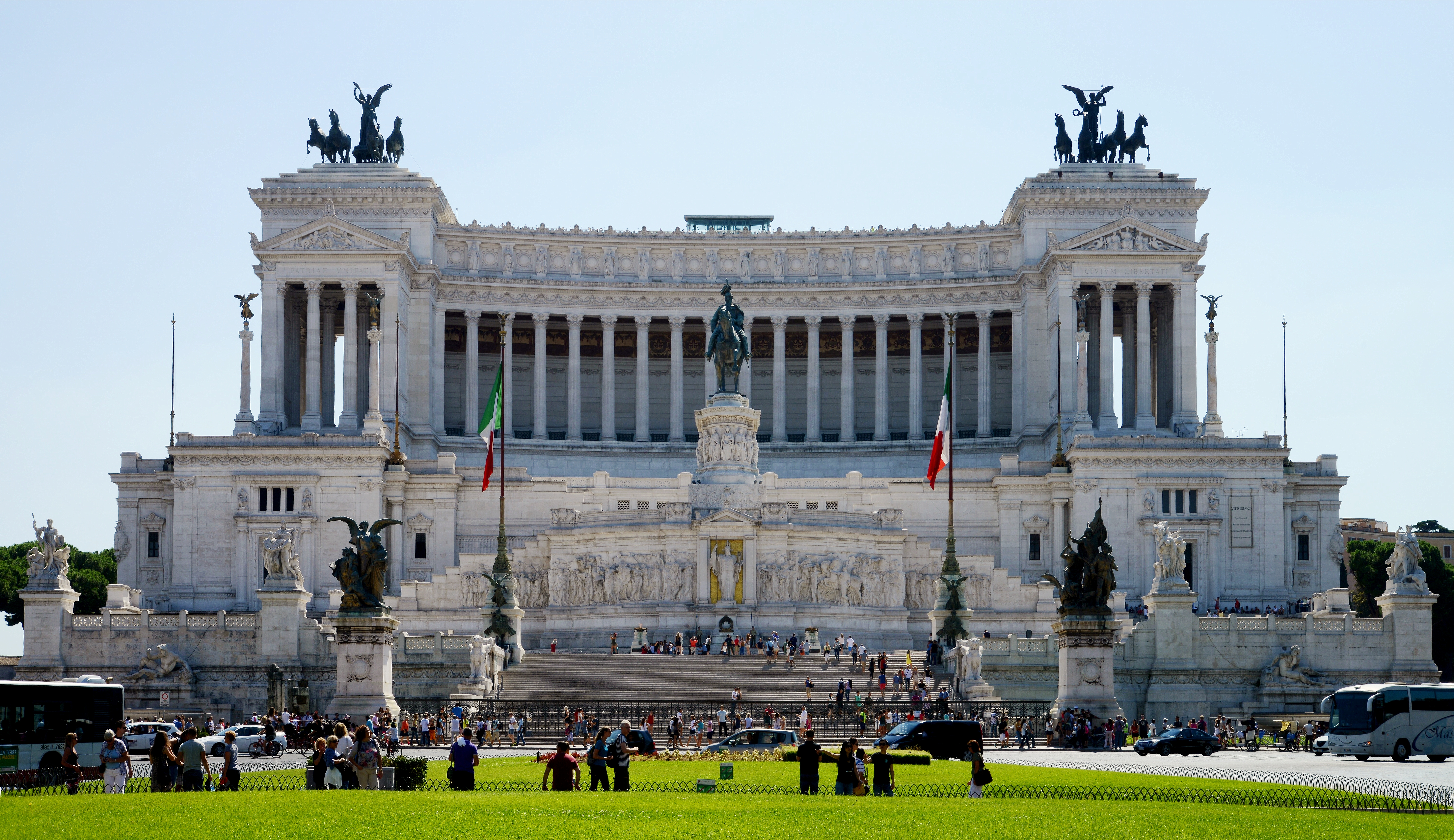
Lourdement critiqué lors de sa construction, le Vittoriano, qui commémore le Risorgimento, est un édifice monumental entre le néoclassicisme et le néo-baroque.

L’éclectisme et l'art nouveau
Il est souvent arrivé que cette architecture innovante vienne s'ajouter dans des réalisations éclectiques, ce qui donne parfois des constructions improbables, qui peuvent associer les traits réguliers et droits du classique aux traits libres et végétaux de l'art nouveau. On retrouve ce genre de créations notamment dans le style Beaux-Arts.

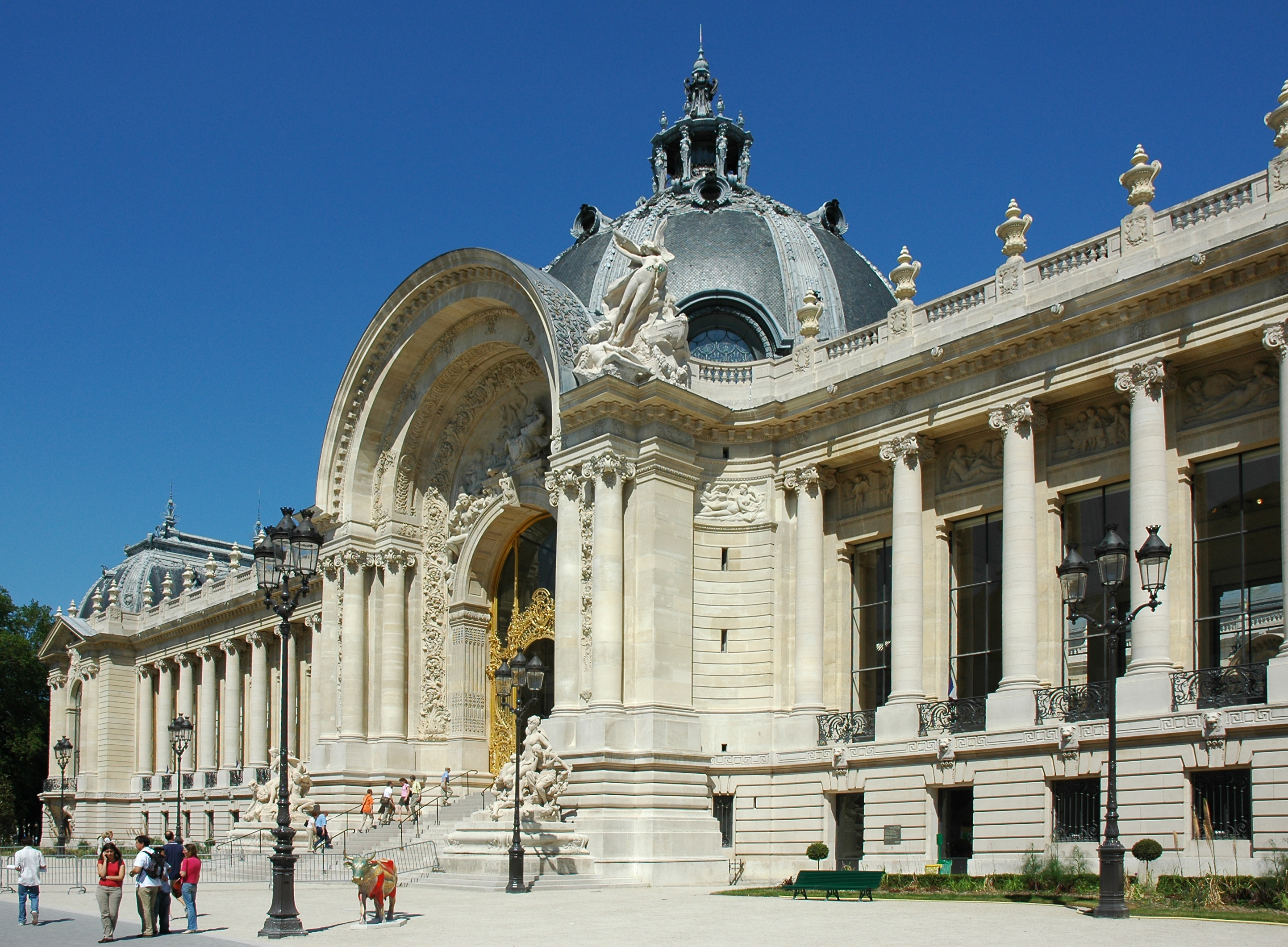
Le Petit Palais possède un portail art nouveau remarquablement bien intégré dans l'ensemble néoclassique de l'édifice.
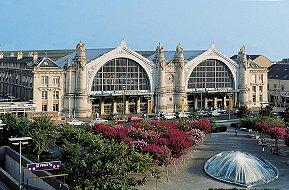
La remarquable gare néoclassique de Tours semble un prototype d'édifice éclectique intégrant l'art nouveau, au vu de ses lignes courbes et de l'utilisation nouvelle du fer et de la fonte.
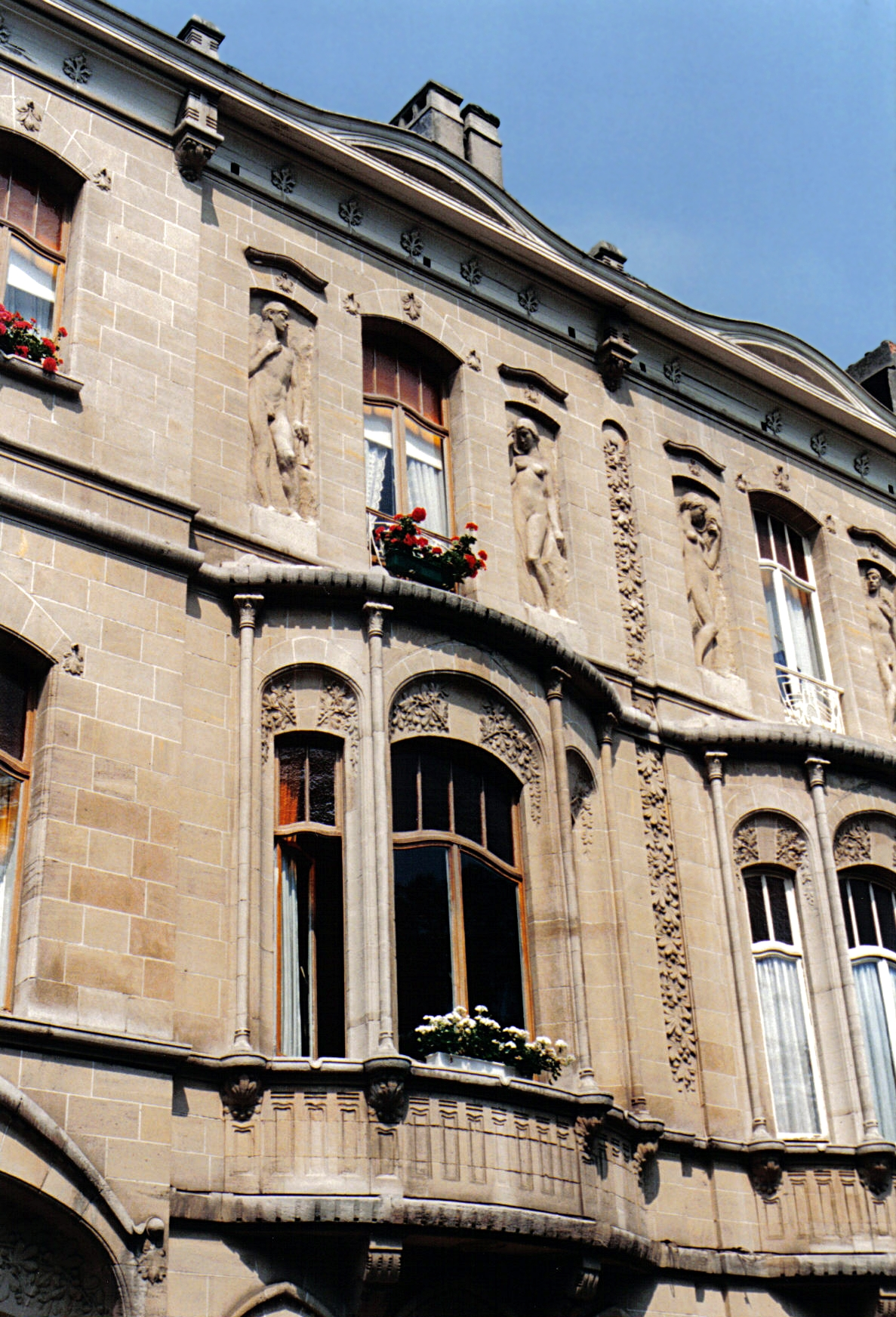
Exemple d'art nouveau en Belgique, un immeuble d'Alphonse Groothaert également éclectique.

Des styles éclectiques vecteurs d'une (ré-)affirmation identitaire culturelle, souvent liés au régionalisme.

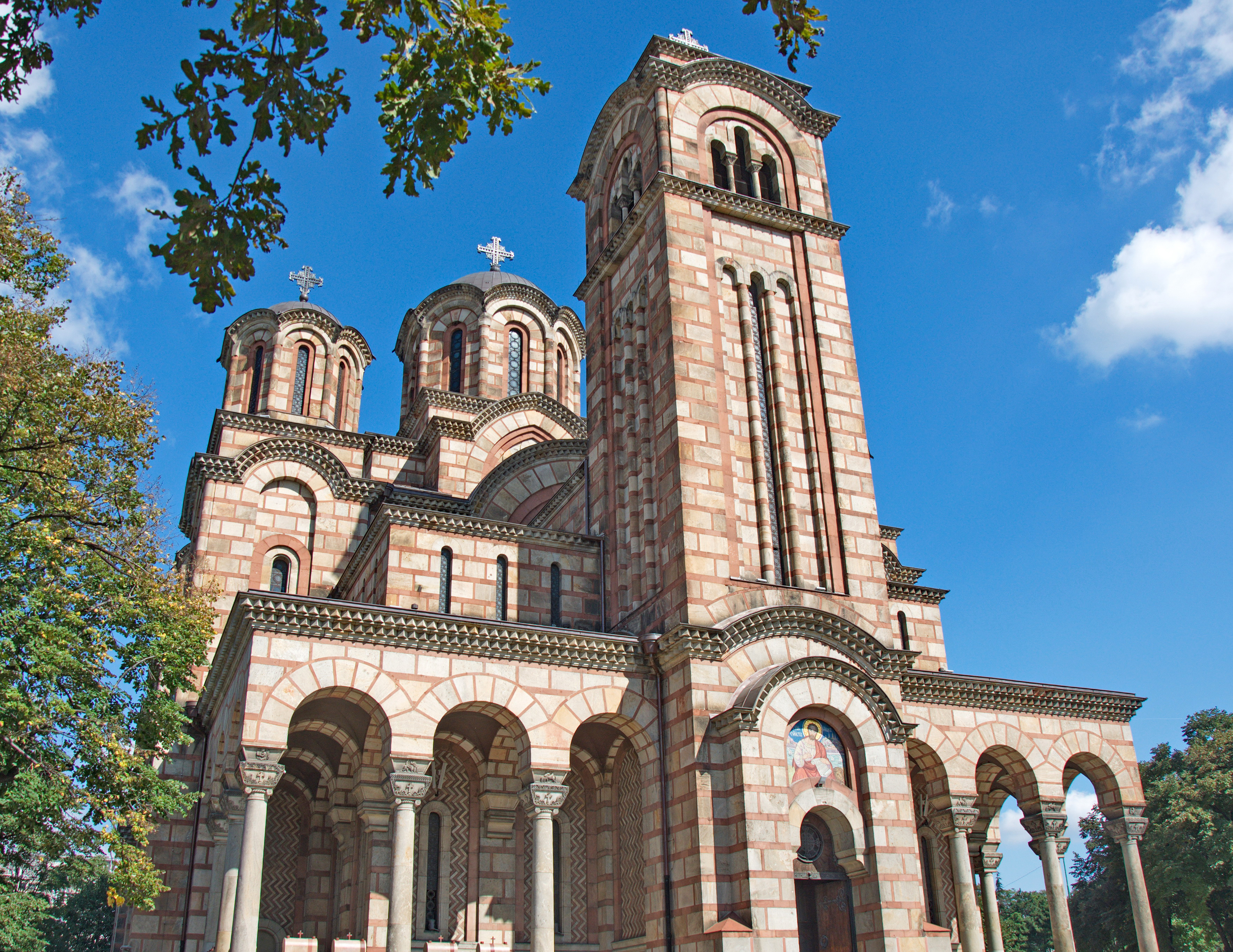
L'église Saint-Marc de Belgrade, exemple d'architecture serbo-byzantine, qui s'inspire des monuments médiévaux serbes basés sur l'école byzantine, témoignant d'une volonté de réaffirmation de l'identité serbe.
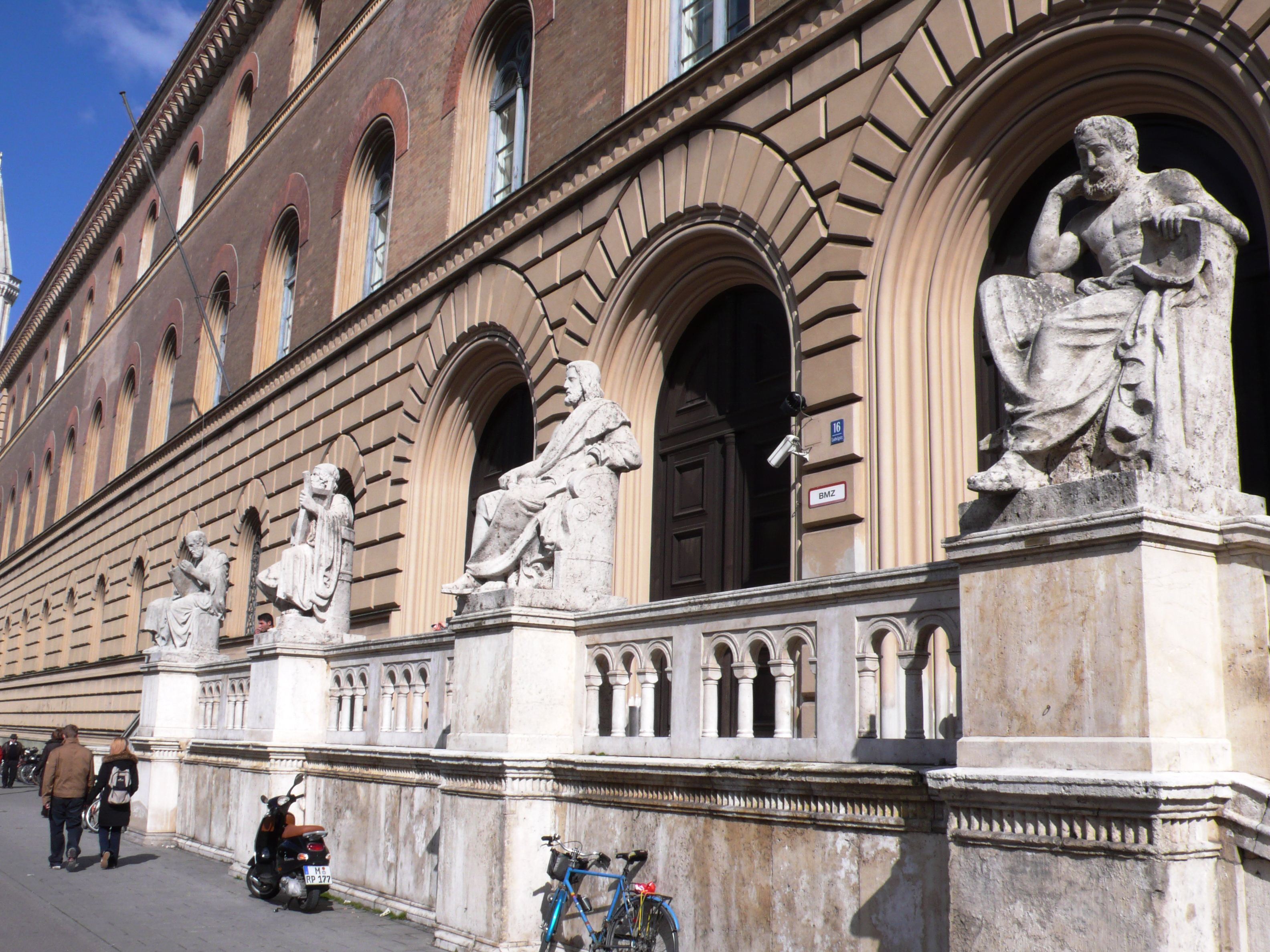
La Bayerische Staatsbibliothek de 1843, bâtiment représentatif du Rundbogenstil (« style de l’arc en plein cintre » littéralement), aux diverses influences notamment classiques et romanes. Populaire pendant le Gründerzeit, époque de l'essor industriel et des mouvements de réunification allemands.

## Historicisme en Suisse

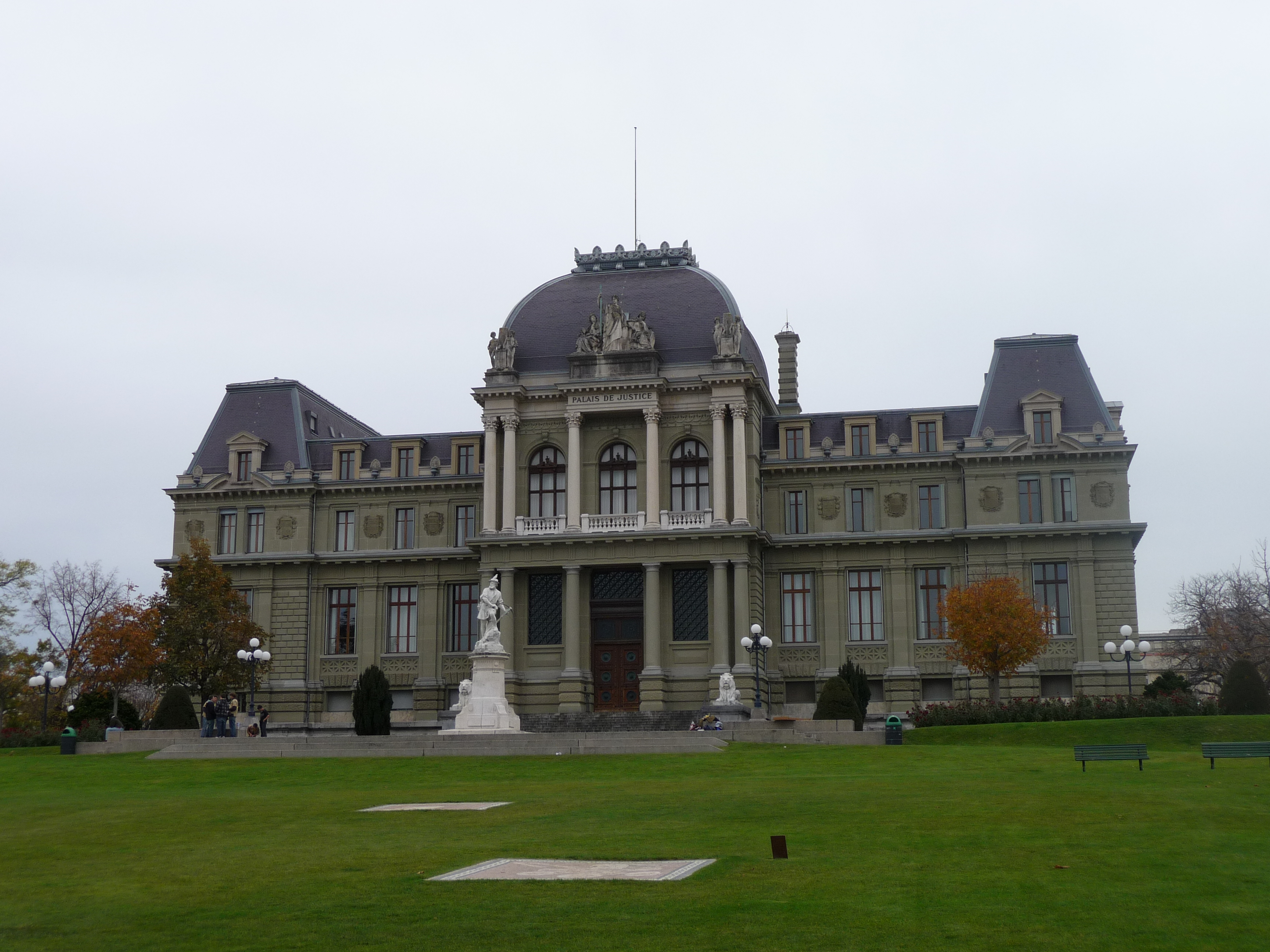
Lausanne, actuel Palais de Justice, ancien Tribunal fédéral.

### Histoire et développement
Les revues d'architecture qui parurent vers 1830, les voyages culturels et les architectes suisses formés à Munich, Berlin, Paris et Milan contribuèrent à la diffusion de l'historicisme en Suisse. En 1855, un architecte et théoricien de premier plan, Gottfried Semper, fut nommé professeur à l'École polytechnique de Zurich. Son activité marque la première phase de l'historicisme helvétique. Elle se caractérise par une facture discrète rappelant le néoclassicisme et, pour l'essentiel, reprenant librement l'architecture italienne de la Renaissance. Parmi les bâtiments majeurs de Semper, il faut citer l'EPF de Zurich (1858-1864), l'hôtel de ville de Winterthour (1865-1868) et l'immeuble commercial Fierz à Fluntern (auj. comm. Zurich, 1865-1868). Font également partie des principaux édifices de l'historicisme en Suisse la gare centrale de Zurich (Jakob Friedrich Wanner, 1865-1871), l'ancien Tribunal fédéral à Lausanne (Benjamin Recordon, 1881-1886), l'ancien bâtiment administratif des Chemins de fer du Gotthard à Lucerne (Gustav Mossdorf, 1886-1888), l'église d'Enge à Zurich (Alfred Friedrich Bluntschli, 1892-1894), le Musée national suisse (Gustav Gull, 1892-1898), ainsi que le Palais fédéral à Berne (aile ouest de Friedrich Studer, 1852-1857 ; aile est et partie centrale de Hans Auer, 1888-1892 et 1894-1902).

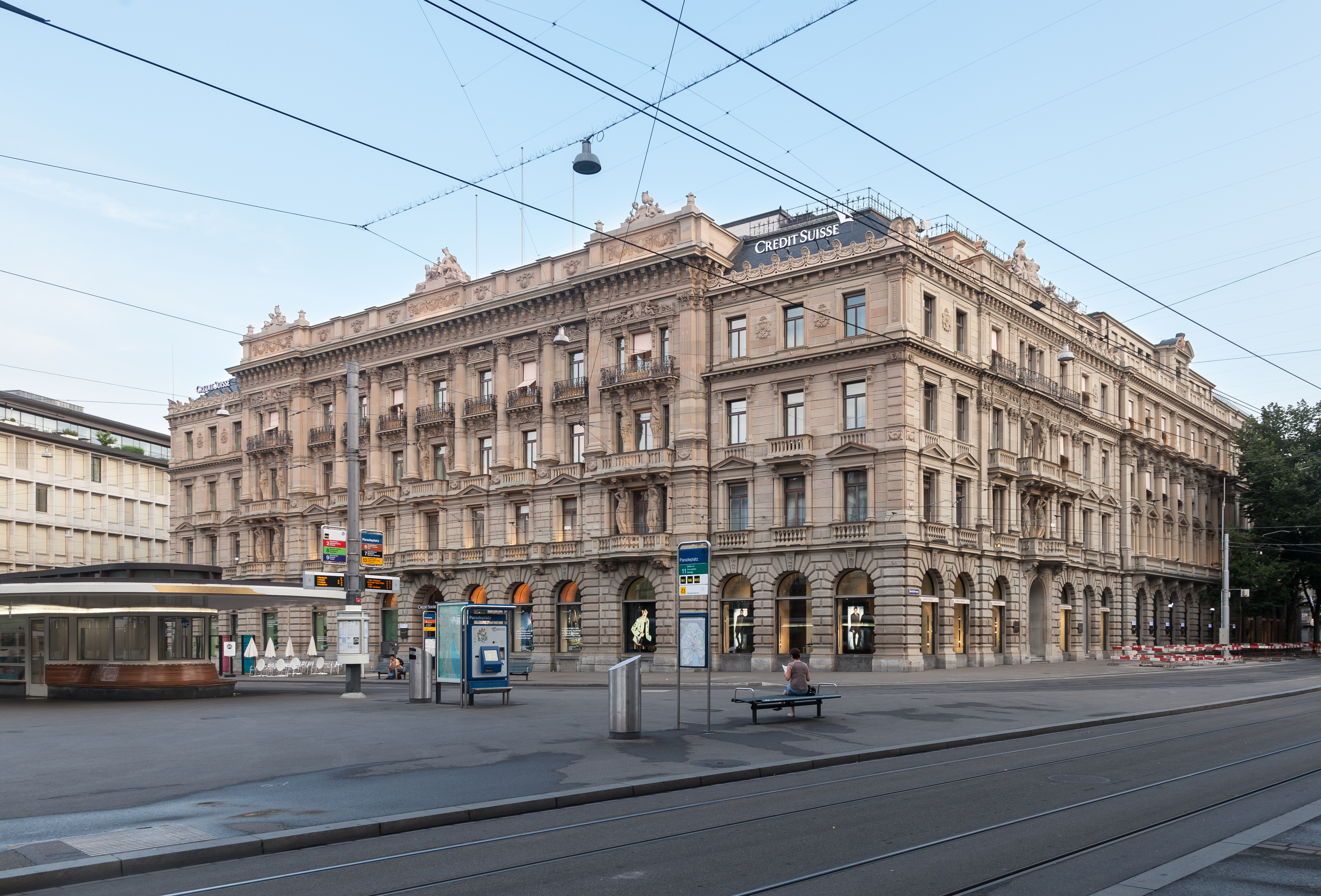
Siège du Crédit Suisse à Zurich.

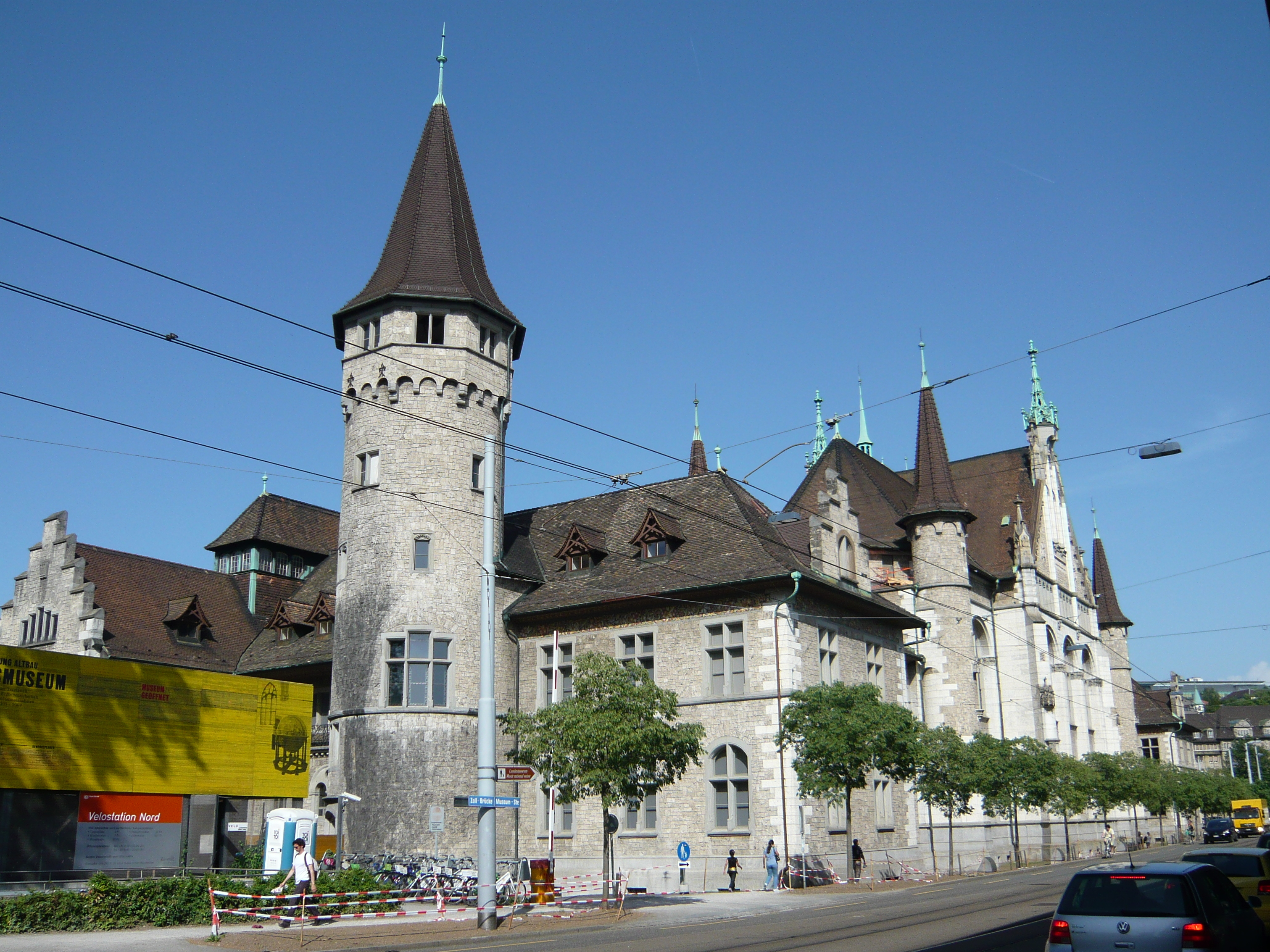
Musée national suisse à Zurich.

Des architectes étrangers renommés œuvrèrent également en Suisse: Pierre Joseph Edouard Deperthes (église Saints-Pierre-et-Paul de Berne), Eugène Emmanuel Viollet-le-Duc (église écossaise de Lausanne), George Edmund Street (églises anglaises de Mürren, Lausanne et Vevey) ainsi que Friedrich Schmidt (poste principale de Bâle). Les Anglais Sir Joseph Paxton et George Henry Stokes réalisèrent d'après des modèles français la résidence Rothschild à Pregny-Chambésy (1858). L'influence directe de l'historicisme français ne s'imposa toutefois en Suisse que dans le dernier quart du XIXe siècle, d'abord en Suisse romande, où Jacques-Elisée Goss construisit à Genève dès 1862 des villas, des maisons d'habitation et des édifices publics (notamment le Grand Théâtre, 1874-1879), puis peu de temps après également en Suisse alémanique, où Jakob Friedrich Wanner érigea le bâtiment du Crédit suisse à la Paradeplatz à Zurich (1872-1876). Dans un langage néobaroque français exubérant, les architectes viennois Ferdinand Fellner et Hermann Helmer réalisèrent, également à Zurich, l'opéra (1890-1891) et la Tonhalle (1893-1895). Au cours de la seconde moitié du XIXe siècle, les grands hôtels, mélanges surchargés de formes issues de la Renaissance tardive et du baroque, incarnèrent, parallèlement aux théâtres et aux salles de concert, un historicisme d'inspiration française.

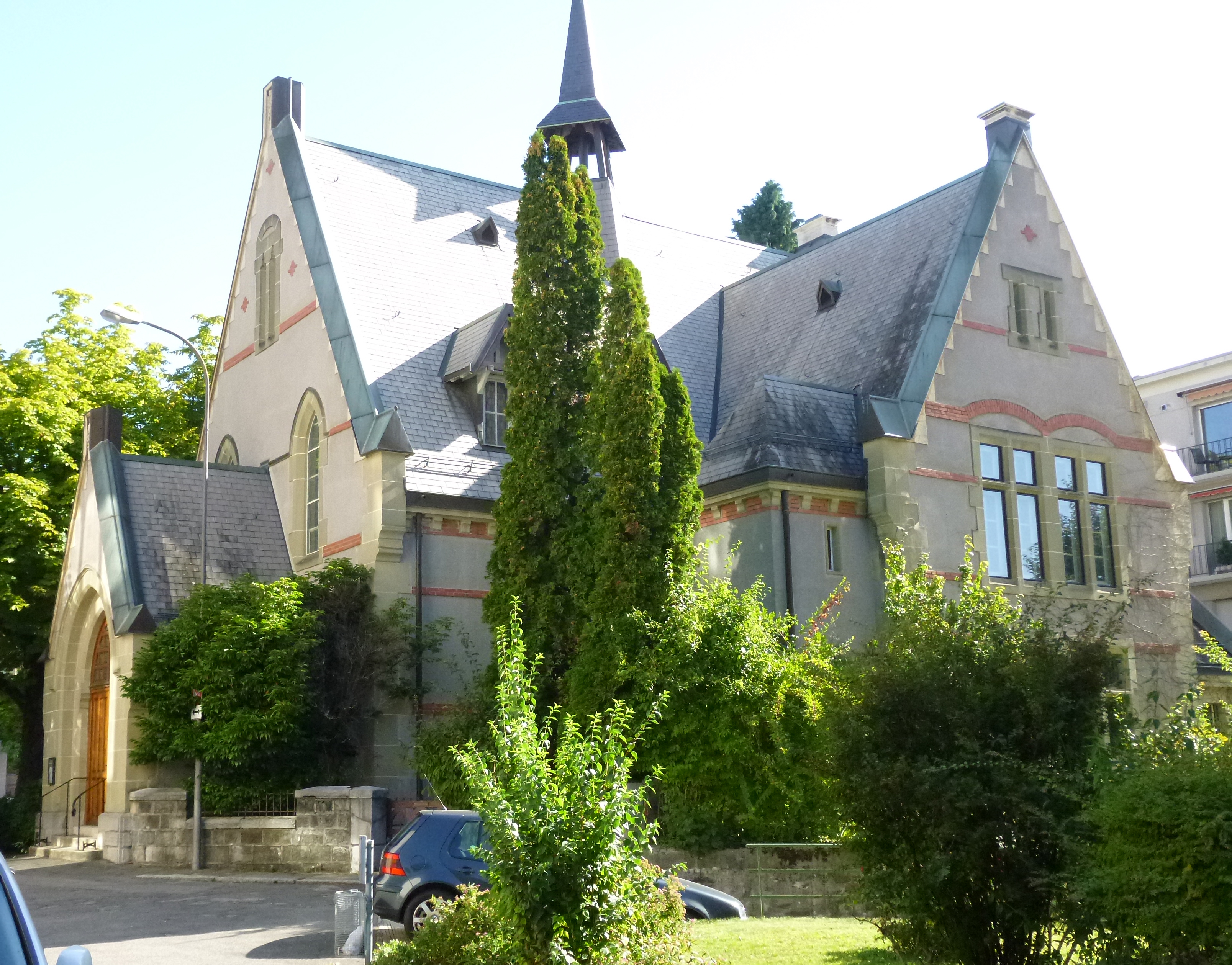
Église écossaise de Lausanne.

De par la conscience de classe de la grande bourgeoisie, le goût de l'ostentation, la recherche de l'originalité et l'optimisme des dernières années de la haute conjoncture économique, l'historicisme ne manqua pas d'aboutir vers la fin du XIXe siècle à un style universel symbolisant le goût bourgeois, d'inspiration romantique-éclectique (Maison bourgeoise). Sous la houlette de l'architecte Heinrich Honegger-Näf fut érigé à Zurich, à proximité du lac, le Weisses Schloss (1890-1893), un complexe à la silhouette découpée et au langage formel éclectique. Sur l'Alpenquai (auj. General-Guisan-Quai), Heinrich Ernst fit construire le Rotes Schloss (1891-1893), un ensemble de plusieurs maisons à l'allure de château, foisonnant d'éléments architecturaux Louis XIII.

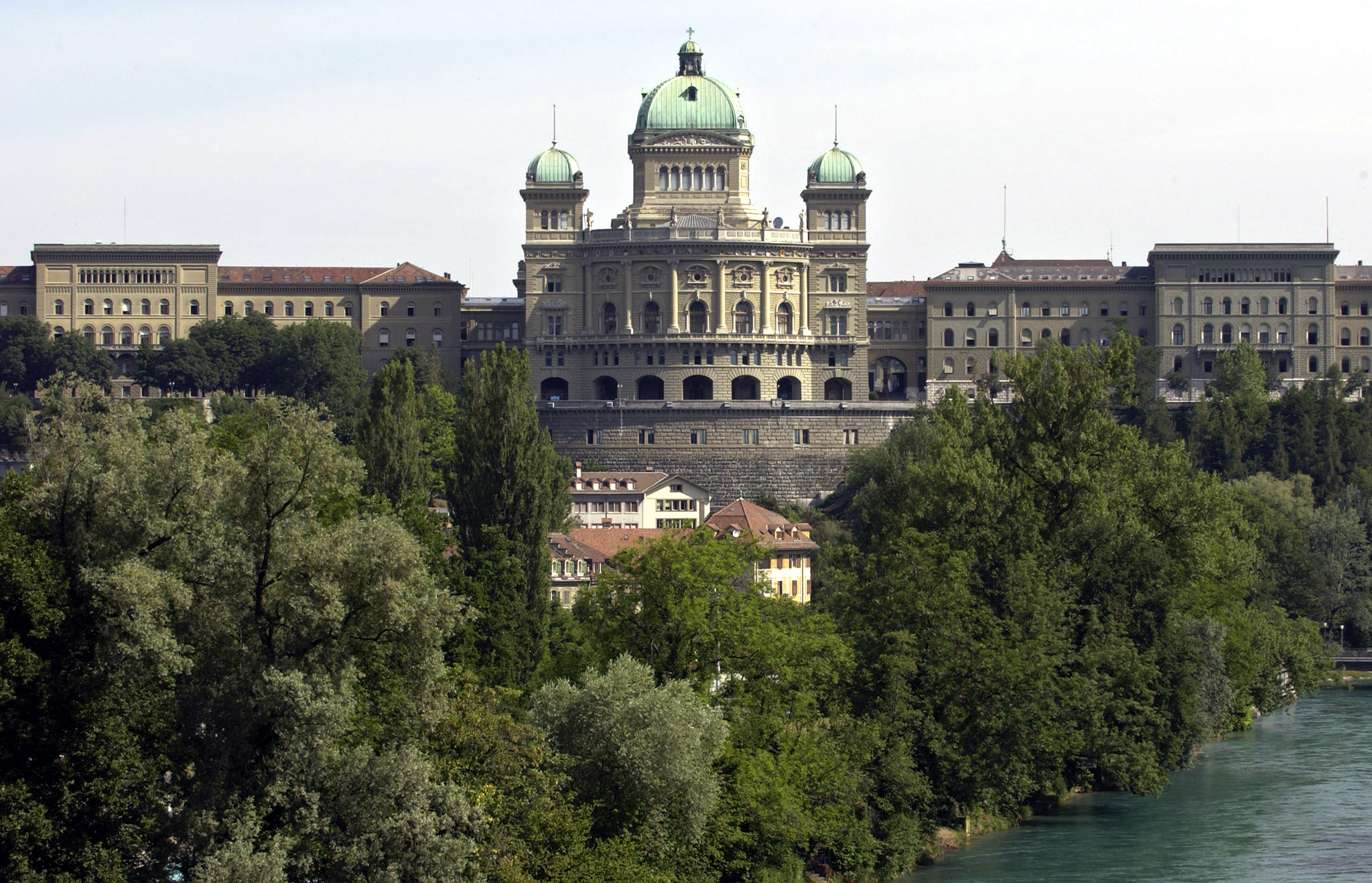
Palais fédéral à Berne.

En dépit de certaines approches régionalistes, l'historicisme constitua en Suisse moins que partout ailleurs un style national, même dans les bâtiments officiels ou administratifs. Malgré des colorations nationales, le Palais fédéral à Berne, édifié dans le style d'un hôtel surdimensionné de la Belle Époque, montre lui aussi que la culture architecturale éclectique de l'historicisme n'est finalement pas un phénomène indigène mais international, et qu'en l'occurrence, il s'agit tout simplement du style du XIXe siècle.

### Réseau suisse de l'historicisme
Le Réseau suisse de l’historicisme (Schweizer Netzwerk für Historismus - Rete svizzera dello storicismo - Rait svizra d'istorissem) se compose de spécialistes issus des domaines de l’Université, de la conservation des biens culturels et des musées. Il s’est fixé pour objectif de rechercher, valoriser et positionner à l'international le riche patrimoine historiciste de la Suisse. Le champ d’étude comprend l’architecture, l’aménagement intérieur et les arts décoratifs, sur une période qui s’étend de la fin du XVIIIe siècle au début du XXe siècle. Pour favoriser les échanges, le réseau organise chaque année une journée de présentations et de visites qui est ouverte à toutes les personnes intéressées. Les résultats sont ensuite publiées sous forme d’essais scientifiques dans une revue électronique: no 1 Étudier et préserver l'architecture et les intérieurs historiques: état de la question, no 2 Le 19e siècle global: transferts artistiques et technologiques, no 3 Les innovations technologiques et typologiques de l'historicisme, no 4 Architecture et intérieurs historicistes: matérialité et savoir-faire artistiques et n°5 Des bases de données à l’IA : défis et opportunités du digital pour l’architecture et les intérieurs historicistes.  Ces publications sont libres d’accès sur le site Internet: historismus.ch.